# Goniobranchus
Goniobranchus es un género de moluscos nudibranquios de la familia Chromodorididae (babosas de mar).

## Morfología
El cuerpo es deprimido, de forma oblonga-oval, subgelatinoso, con un amplio manto solapado, y con un pie alargado. Para investigar el medio utilizan dos tentáculos situados en la cabeza, llamados rinoforos, que son retráctiles, y otros dos tentáculos, situados cerca de la boca, que les sirven para oler, detectar estímulos químicos y tocar. Carecen de órgano de la vista propiamente dicho, en su lugar tienen una pequeña esfera dentro del cuerpo situada detrás y en el centro de los rinoforos, que le sirve para detectar luz o sombras. En la parte posterior del dorso, tiene unos apéndices de apariencia plumosa que son las branquias que utiliza para respirar. Su forma es distintiva del género, siendo simples, lineales, de forma alargada lanceolada y cuadrangular, normalmente ligeramente comprimidas, siendo las dos partes iguales, y, fina y delicadamente laminadas. odos estos apéndices son del mismo color, y pueden ser blanco, negro, amarillo, naranja, rojo, marrón o crema.
En el centro de las branquias se sitúa la papilla anal.
Sus vívidos colores, como en otras especies animales, son un aviso al resto de habitantes del arrecife sobre la toxicidad y/o sabor desagradable de su dermis, convirtiéndose en una estrategia de defensa, o aposematismo. Las responsables de esos efectos son unas glándulas situadas en el perímetro del manto, que obtienen las sustancias causantes de las esponjas con las que se alimenta el animal.
Son lentos de movimiento y cuando son tocados por un predador, se encogen y esconden los rinoforos.
Superan ligeramente los 6 cm de longitud.

## Alimentación
Es carnívoro y come principalmente esponjas. 

## Reproducción
Como todos los opistobránquios, son hermafroditas y producen tanto huevos como esperma. Las masas de huevos las depositan en espirales, los huevos son de color naranja y cada cápsula contiene dos embriones. El estado embrionario dura 14 días.
El conducto genital, y la prominente abertura genital, están situados cerca de la cabeza, en el lado derecho del cuerpo. Tras la fertilización producen larvas planctónicas, que cuentan con una concha para protegerse durante la fase larval, y que, al evolucionar a su forma definitiva la pierden. La larva deambula por la columna de agua hasta que encuentra una fuente de comida, normalmente esponjas, entonces se adhiere y evoluciona al animal adulto.

## Hábitat y distribución
Se distribuye en el Indo-Pacífico tropical, desde las costas orientales de África, incluido el mar Rojo, hasta las Galápagos.
Asociados a arrecifes, son bénticos y diurnos. Se localizan desde los 5 hasta los 40 m de profundidad.

## Diversidad
El género Goniobranchus incluye un total de 54 especies válidas:
| - Goniobranchus albomaculatus Pease, 1866 - Goniobranchus albonares (Rudman, 1990) - Goniobranchus albopunctatus Garrett, 1879 - Goniobranchus albopustulosus (Pease, 1860) - Goniobranchus alderi (Collingwood, 1881) - Goniobranchus alius (Rudman, 1987) - Goniobranchus annulatus (Eliot, 1904) - Goniobranchus aureomarginatus (Cheeseman, 1881) - Goniobranchus aureopurpureus (Collingwood, 1881) - Goniobranchus aurigerus (Rudman, 1990) - Goniobranchus cavae (Eliot, 1904) - Goniobranchus cazae (Gosliner & Behrens, 2004) - Goniobranchus charlottae (Schrödl, 1999) - Goniobranchus coi (Risbec, 1956) - Goniobranchus collingwoodi'' (Rudman, 1987) - Goniobranchus conchyliatus (Yonow, 1984) - Goniobranchus daphne (Angas, 1864) - Goniobranchus decorus (Pease, 1860) - Goniobranchus epicurius (Basedow & Hedley, 1905) - Goniobranchus fidelis (Kelaart, 1858) - Goniobranchus galactos (Rudman & S. Johnson, 1985) - Goniobranchus geminus (Rudman, 1987) - Goniobranchus geometricus (Risbec, 1928) - Goniobranchus gleniei (Kelaart, 1858) - Goniobranchus heatherae (Gosliner, 1994) - Goniobranchus hintuanensis (Gosliner & Behrens, 1998) - Goniobranchus hunterae (Rudman, 1983) | - Goniobranchus kitae (Gosliner, 1994) - Goniobranchus kuniei (Pruvot-Fol, 1930) - Goniobranchus lekker (Gosliner, 1994) - Goniobranchus leopardus (Rudman, 1987) - Goniobranchus loringi (Angas, 1864) - Goniobranchus multimaculosus (Rudman, 1987) - Goniobranchus naiki (Valdés, Mollo & Ortea, 1999) - Goniobranchus obsoletus (Rüppell & Leuckart, 1831) - Goniobranchus petechialis (Gould, 1852) - Goniobranchus preciosus (Kelaart, 1858) - Goniobranchus pruna (Gosliner, 1994) - Goniobranchus reticulatus (Quoy & Gaimard, 1832) - Goniobranchus roboi (Gosliner & Behrens, 1998) - Goniobranchus rubrocornutus (Rudman, 1985) - Goniobranchus rufomaculatus (Pease, 1871) - Goniobranchus setoensis (Baba, 1938) - Goniobranchus sinensis (Rudman, 1985) - Goniobranchus splendidus (Angas, 1864) - Goniobranchus tasmaniensis (Bergh, 1905) - Goniobranchus tennentanus (Kelaart, 1859) - Goniobranchus tinctorius (Rüppell & Leuckart, 1828) - Goniobranchus trimarginatus (Winckworth, 1946) - Goniobranchus tritos (Yonow, 1994) - Goniobranchus tumuliferus (Collingwood, 1881) - Goniobranchus verrieri (Crosse, 1875) - Goniobranchus vibratus (Pease, 1860) - Goniobranchus woodwardae (Rudman, 1983) |

Especies cuyo nombre ha dejado de ser aceptado por sinonimia:
- Goniobranchus godeffroyanus  (Bergh, 1877): aceptado como Risbecia godeffroyana (Bergh, 1977)

## Galería

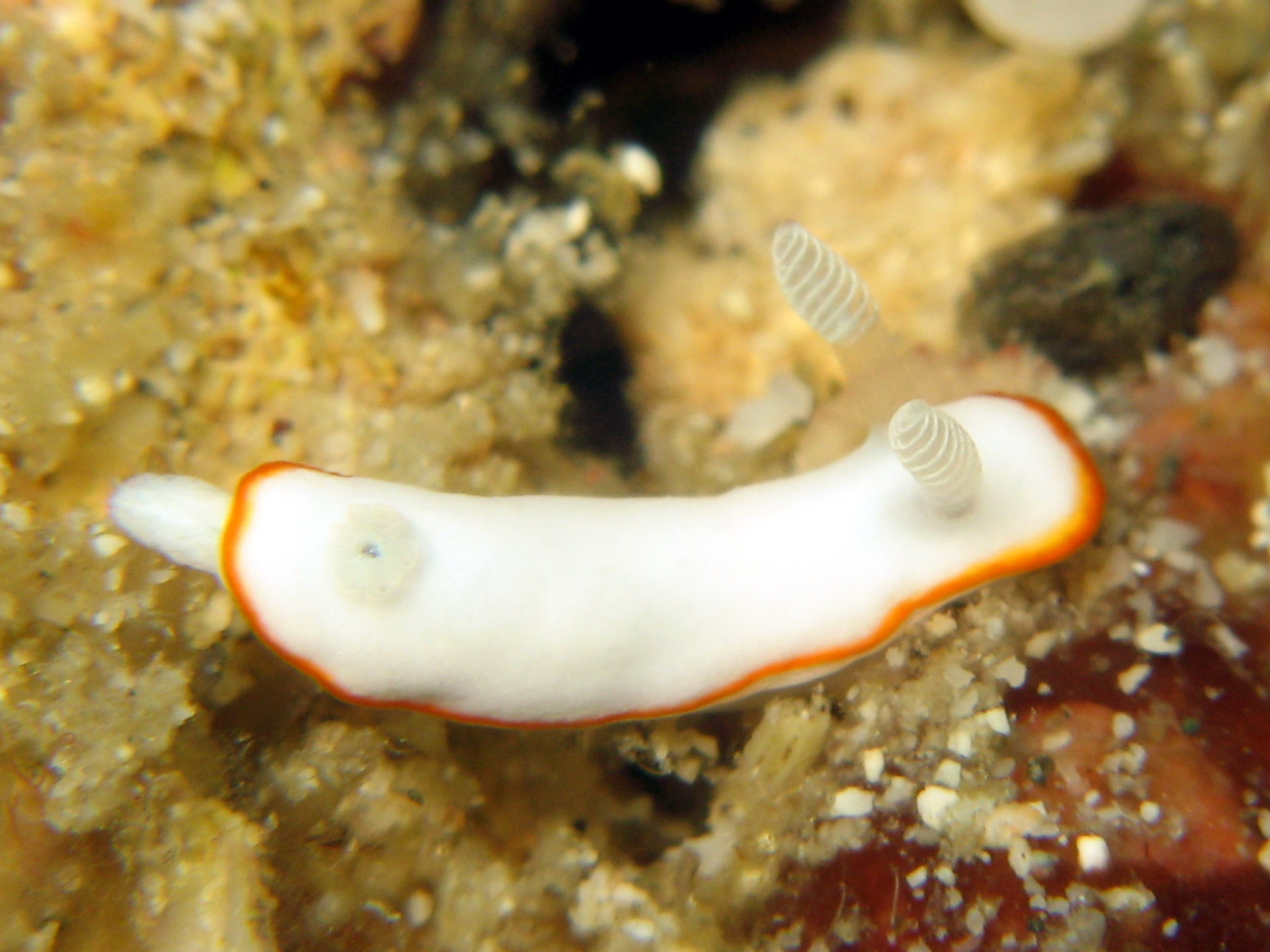
Goniobranchus albonares
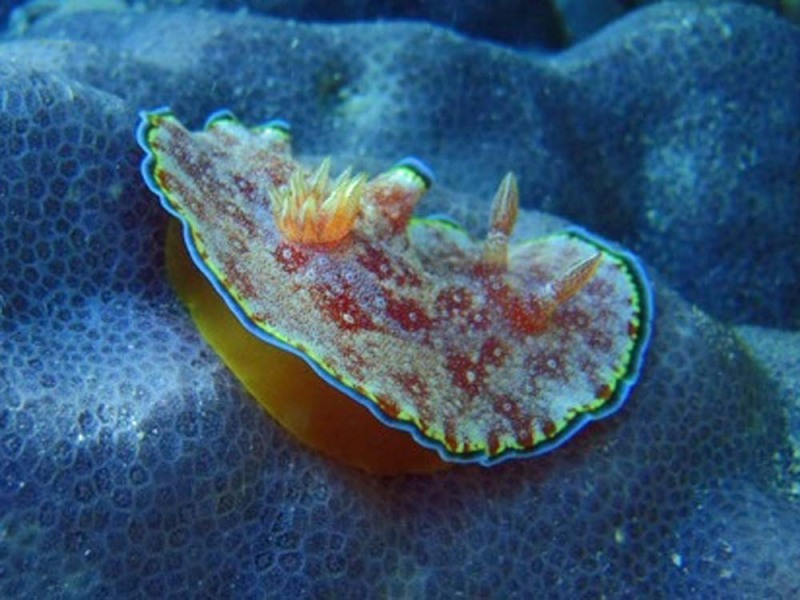
Goniobranchus albopunctatus
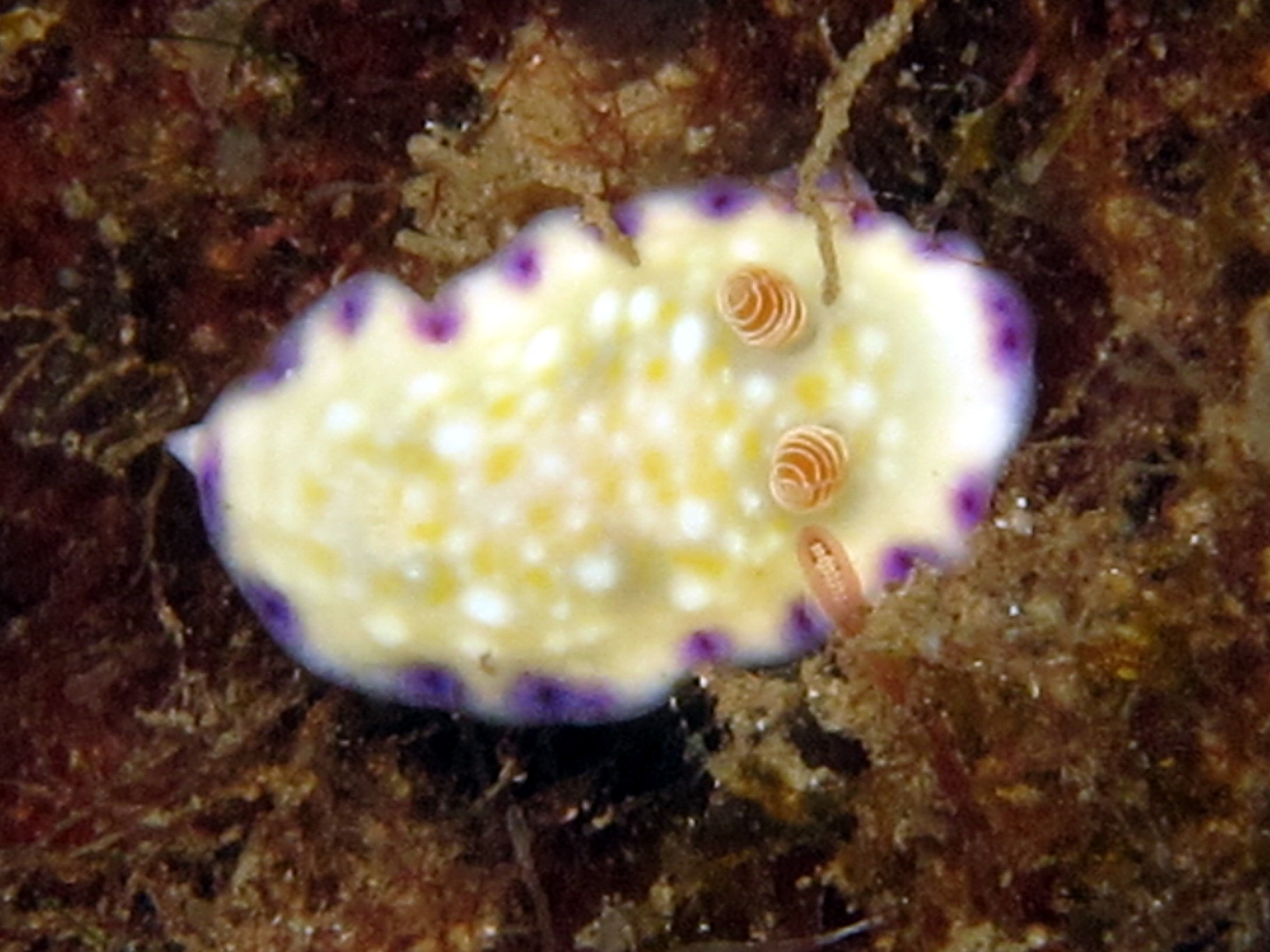
Goniobranchus albopuctulosus
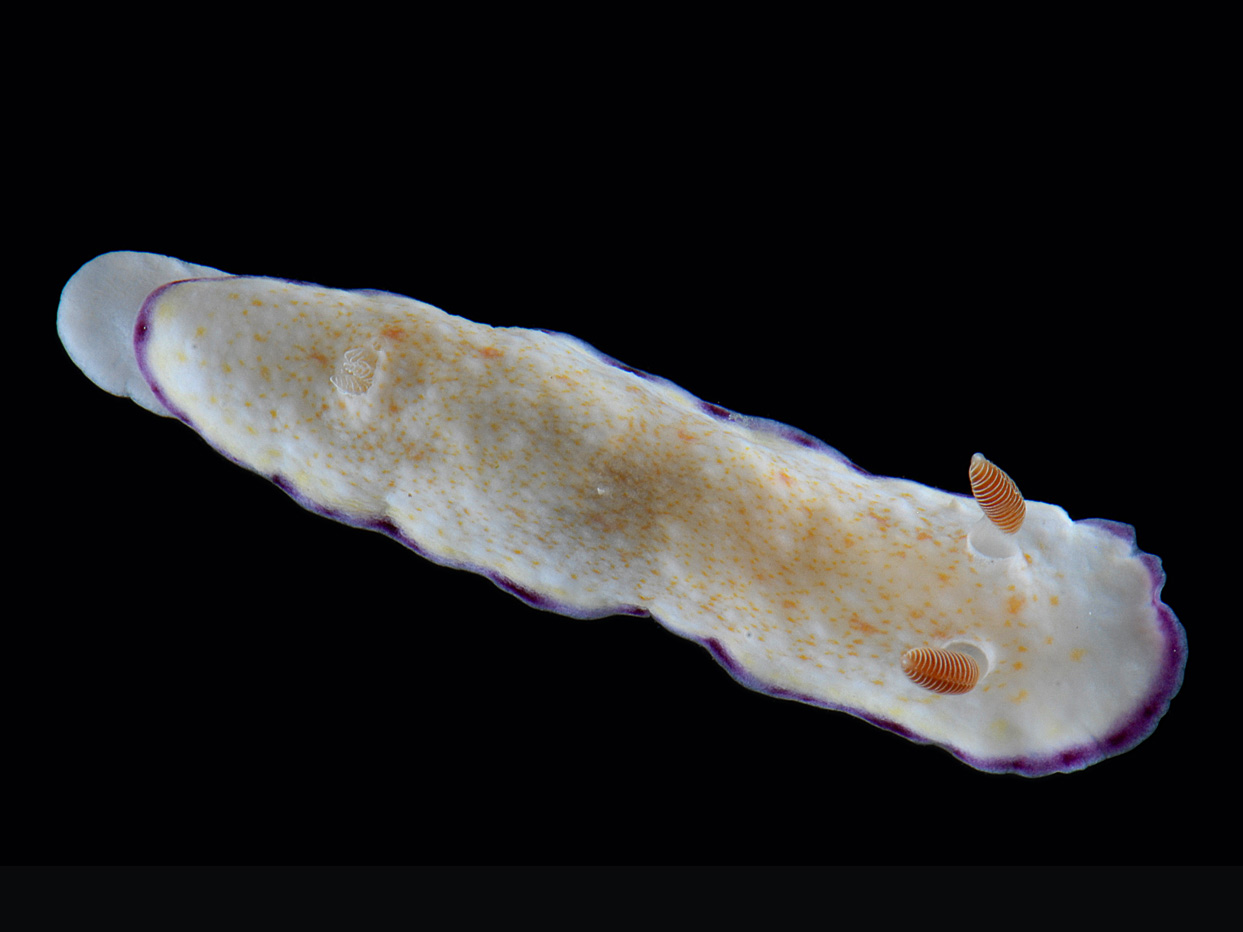
Goniobranchus alius
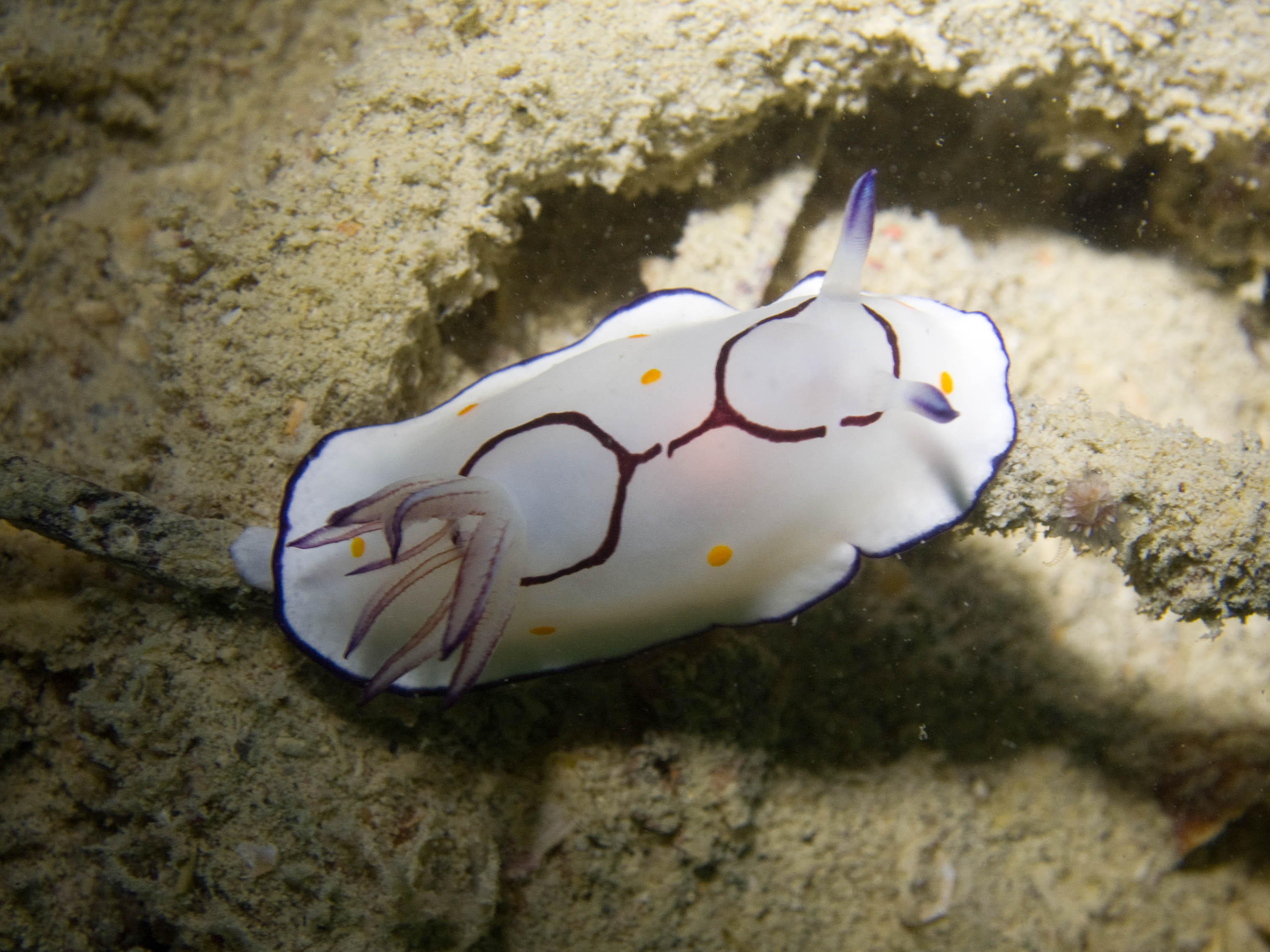
Goniobranchus annulatus
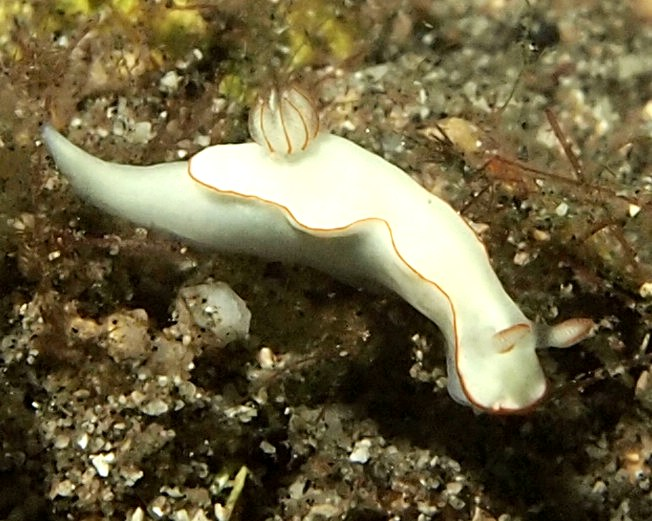
Goniobranchus aureomarginatus
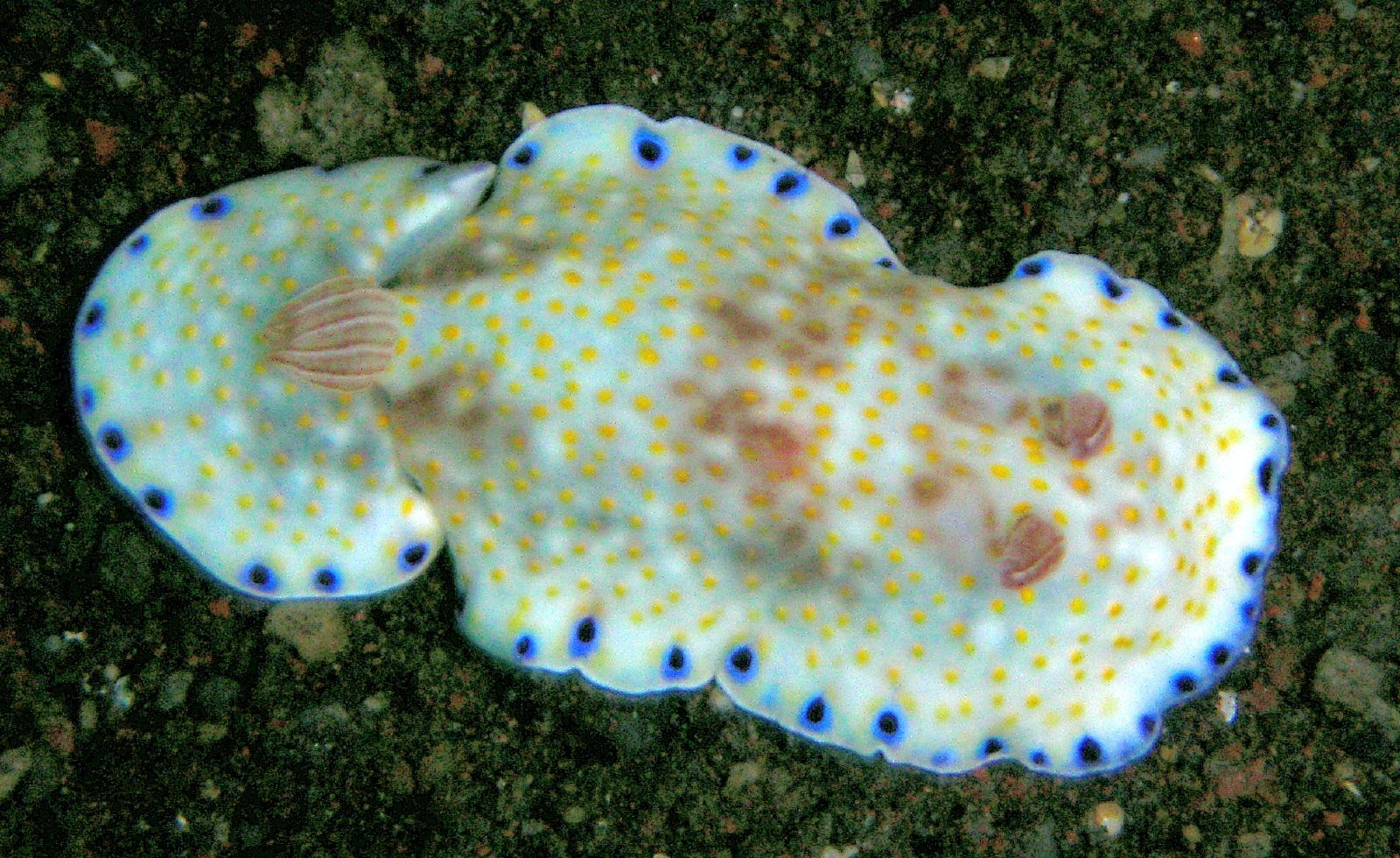
Goniobranchus aureopurpureus
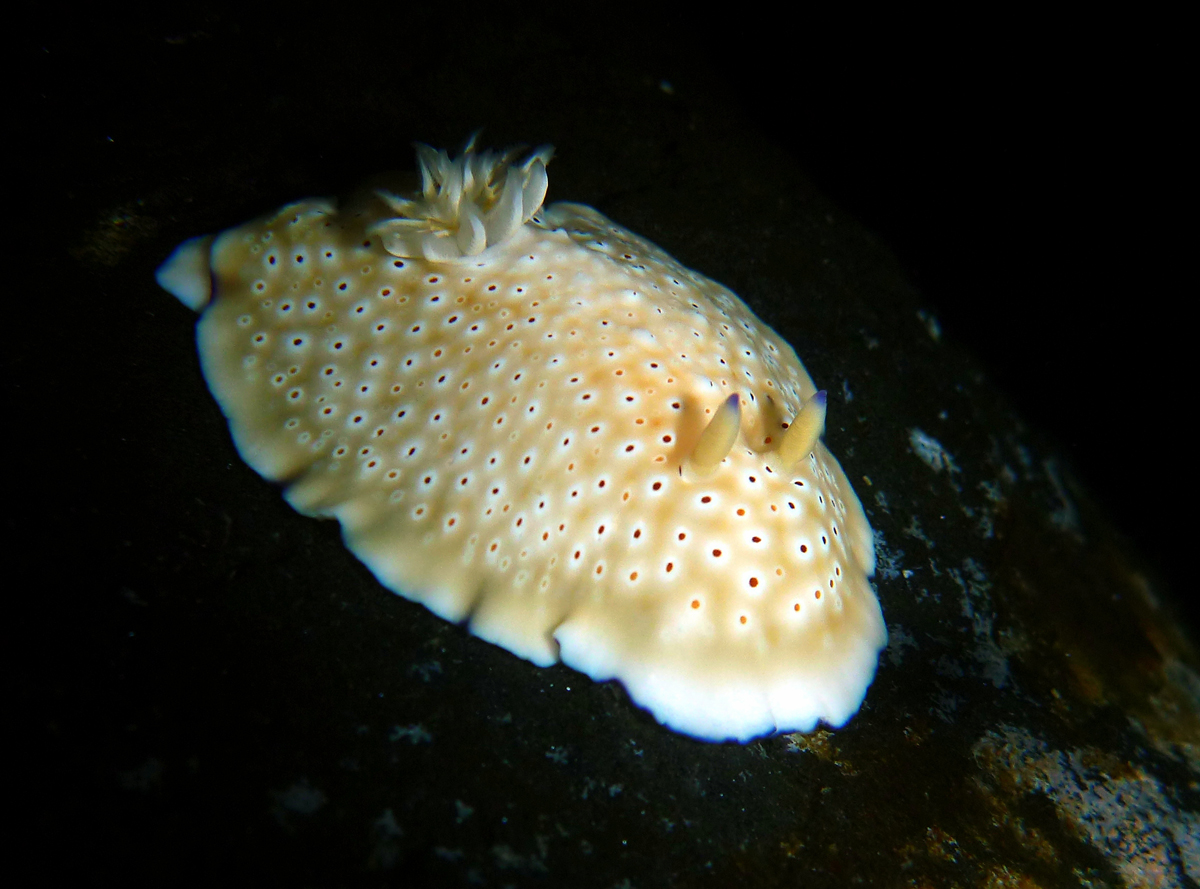
Goniobranchus cavae
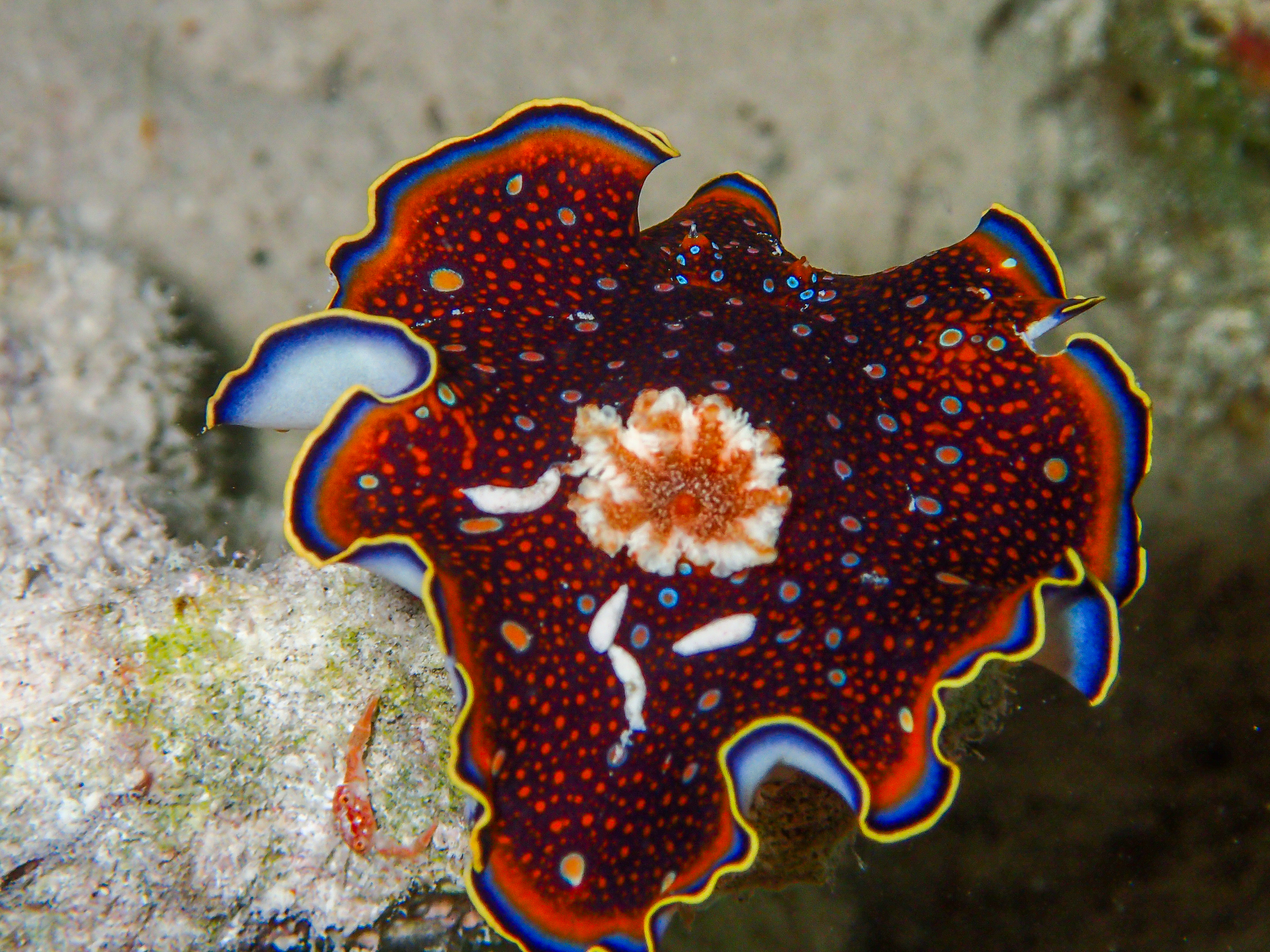
Goniobranchus charlottae
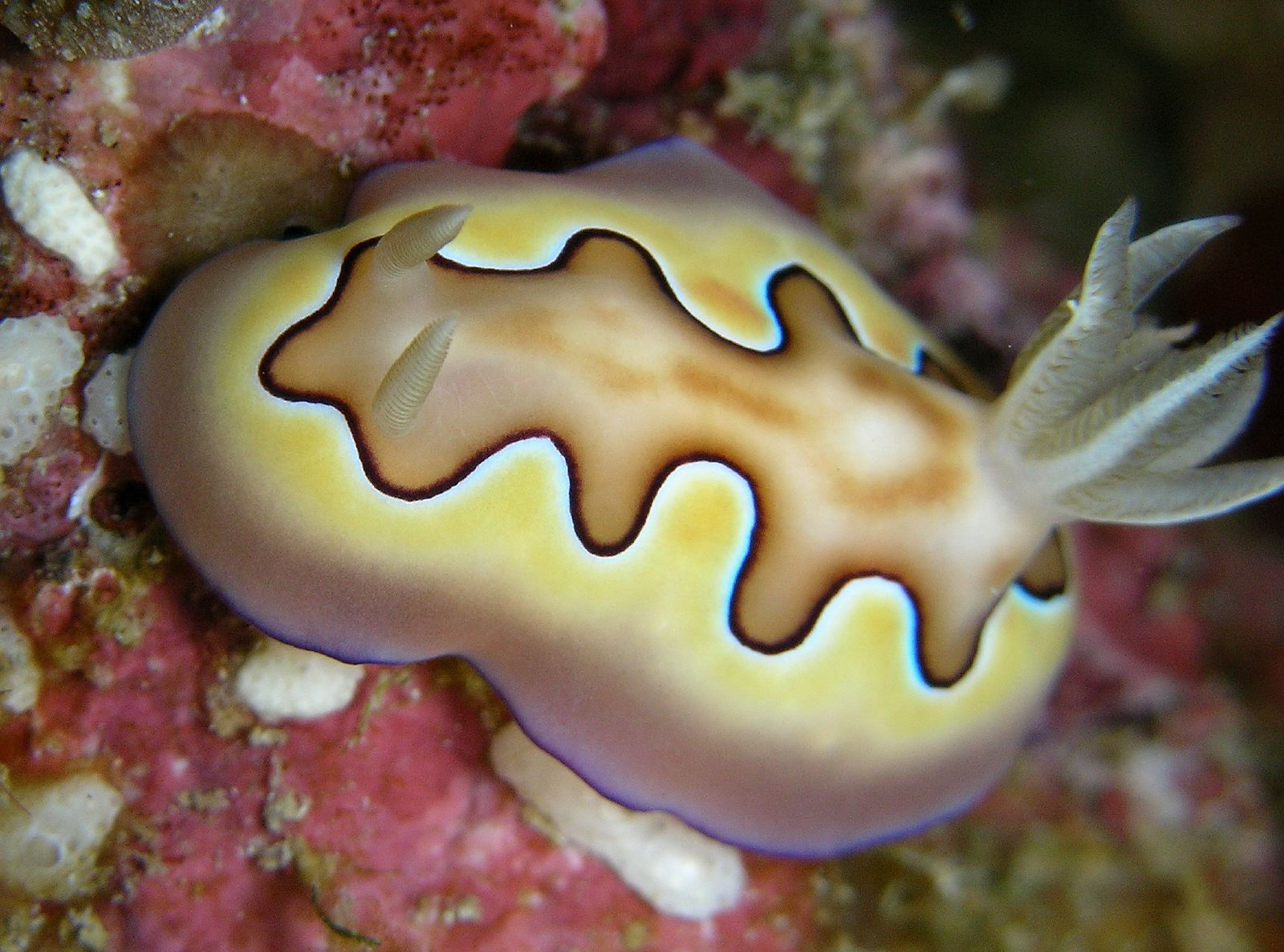
Goniobranchus coi
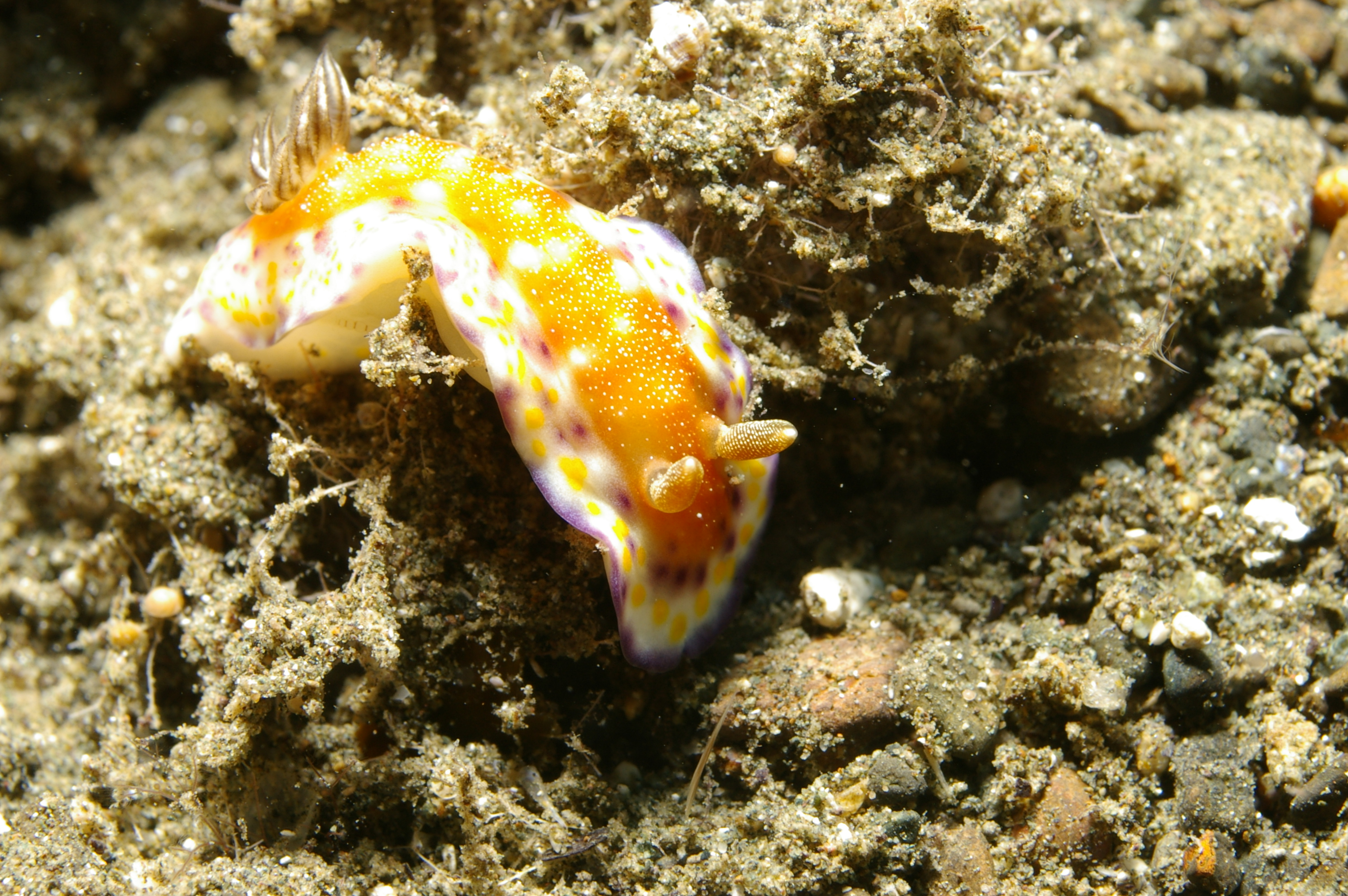
Goniobranchus collingwoodi
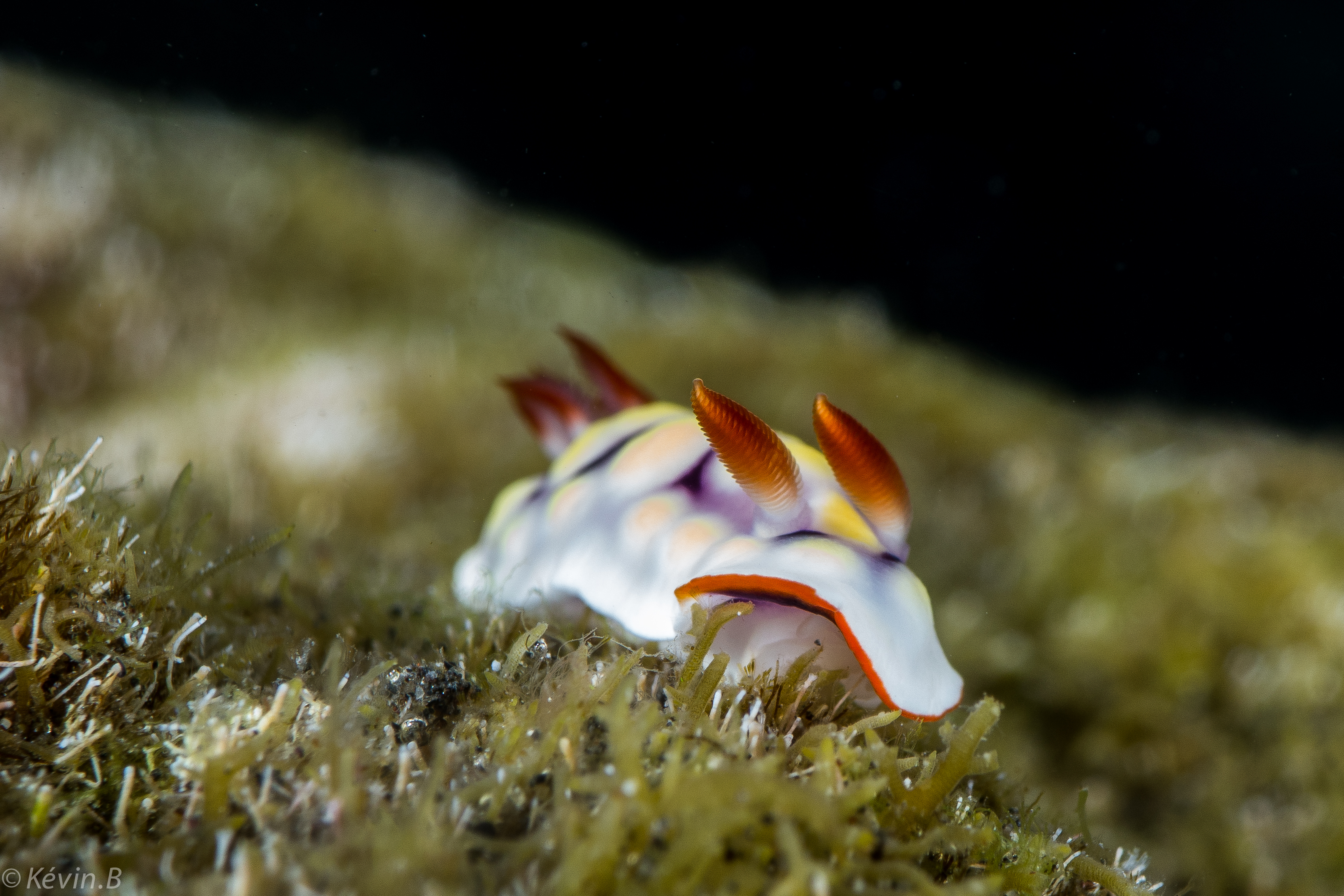
Goniobranchus conchyliatus
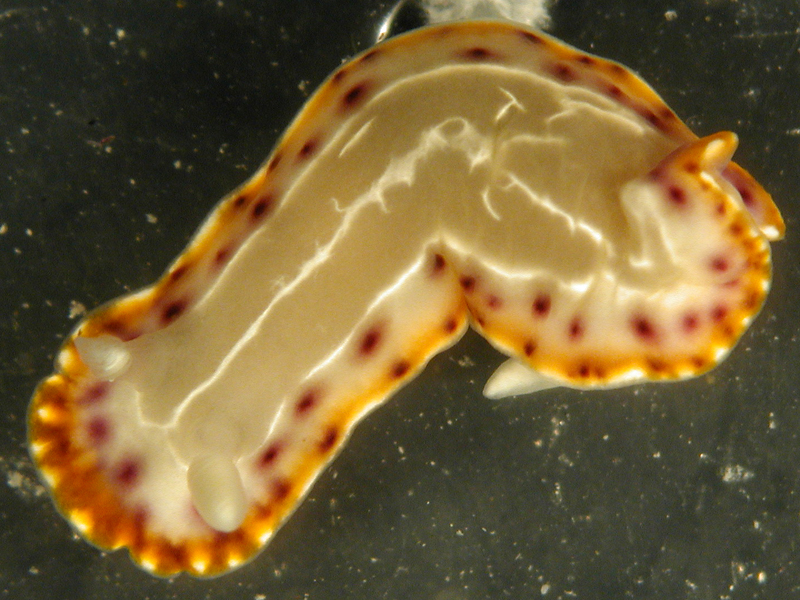
Goniobranchus decorus
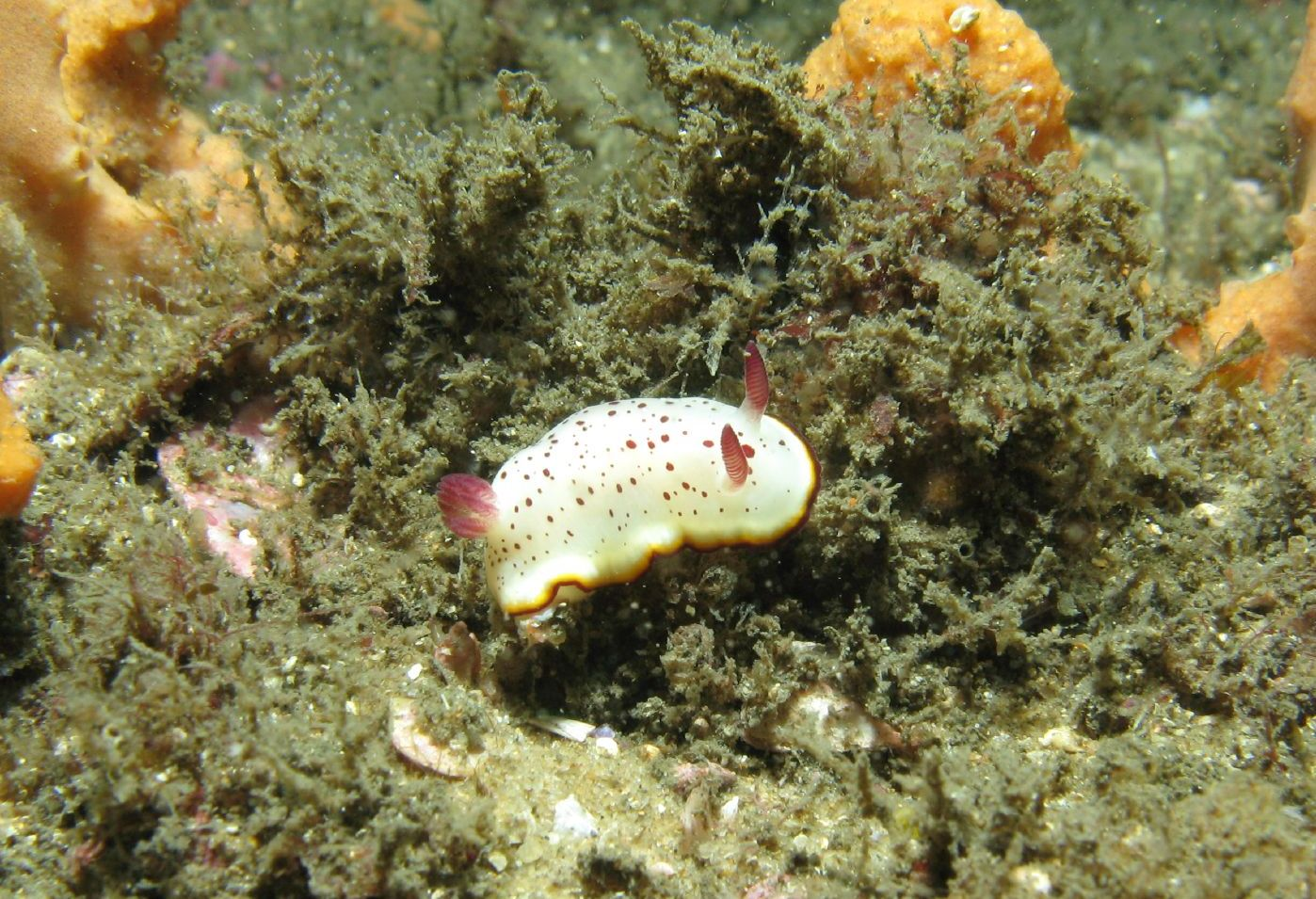
Goniobranchus diaphne
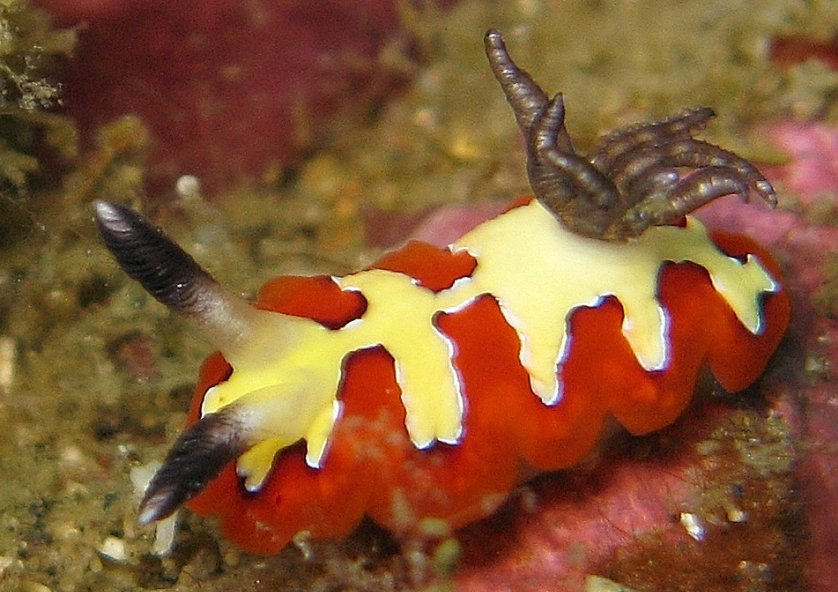
Goniobranchus fidelis
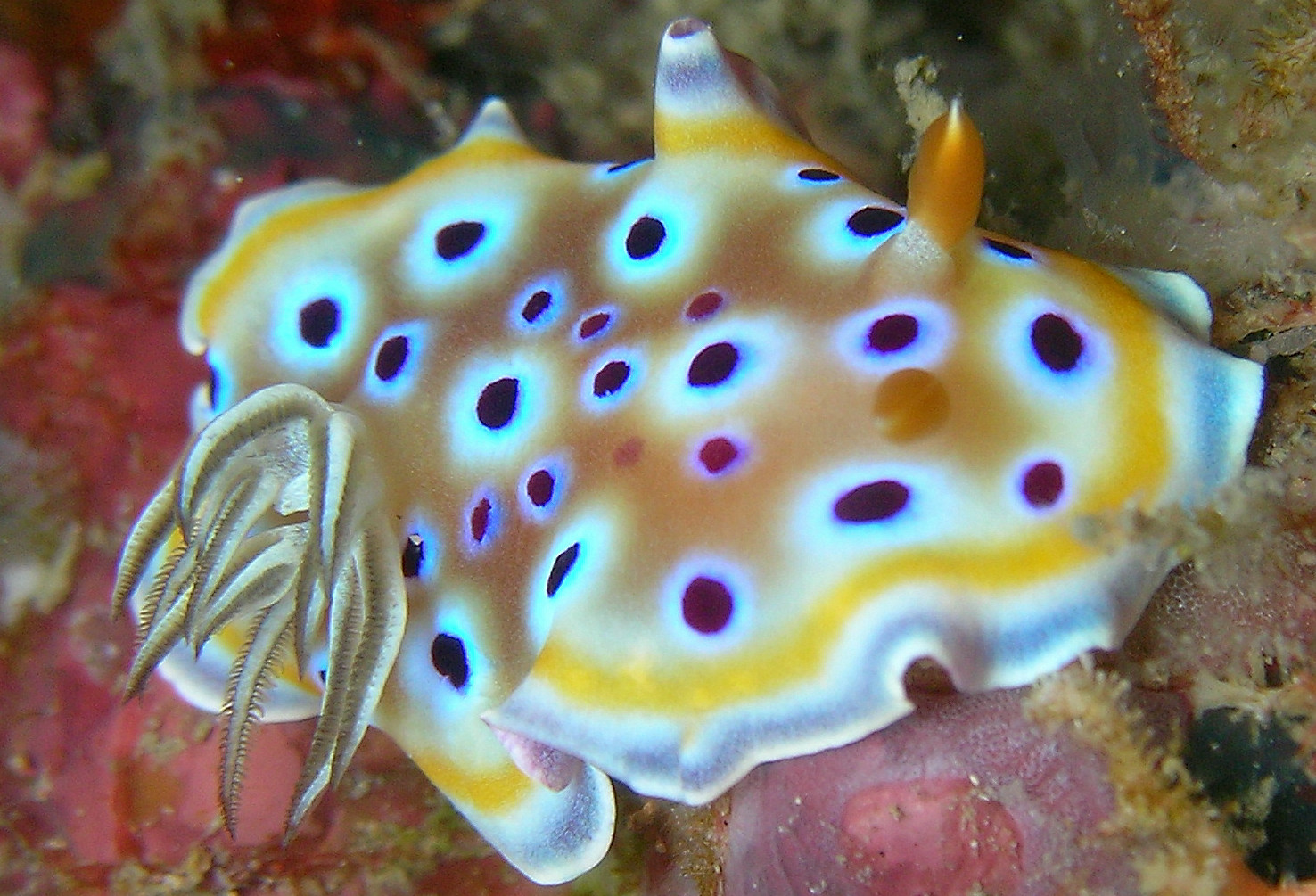
Goniobranchus geminus
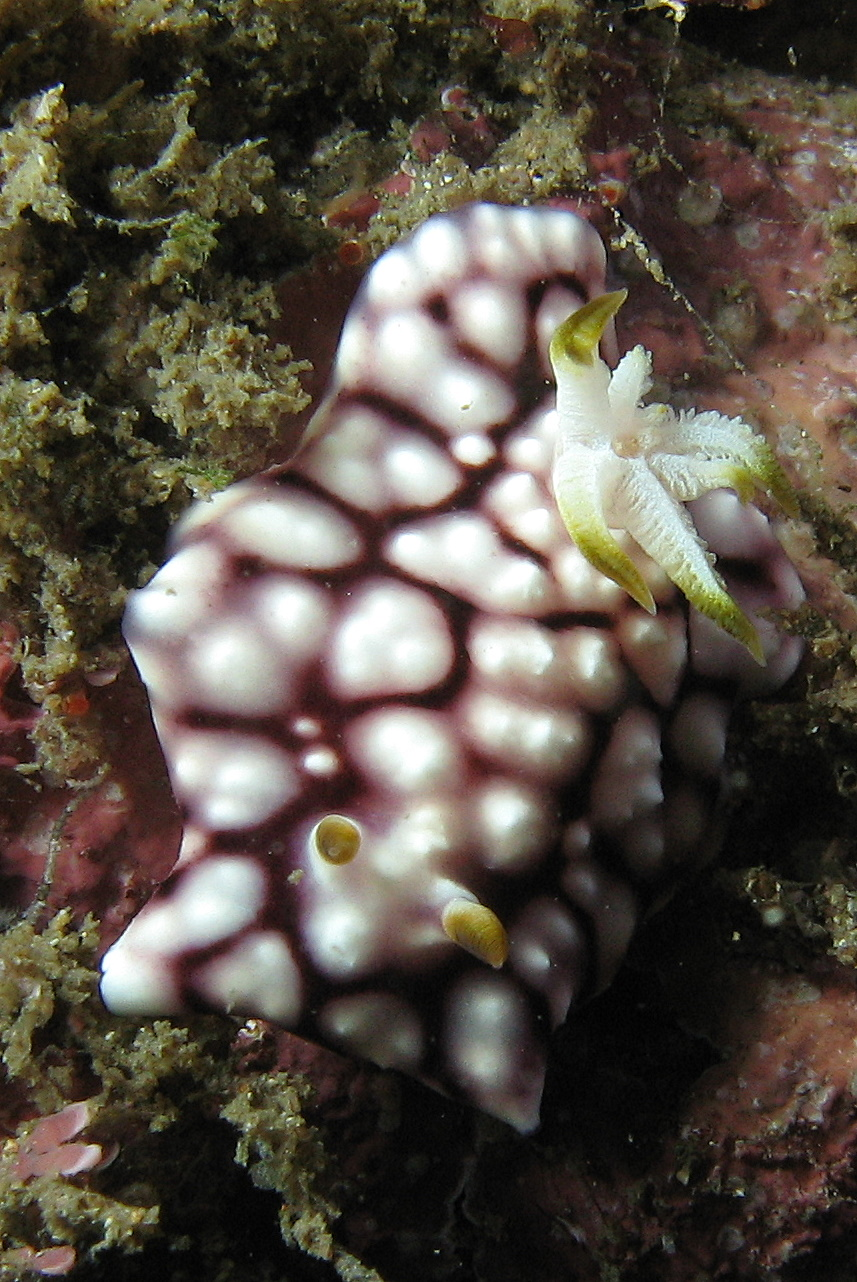
Goniobranchus geometricus
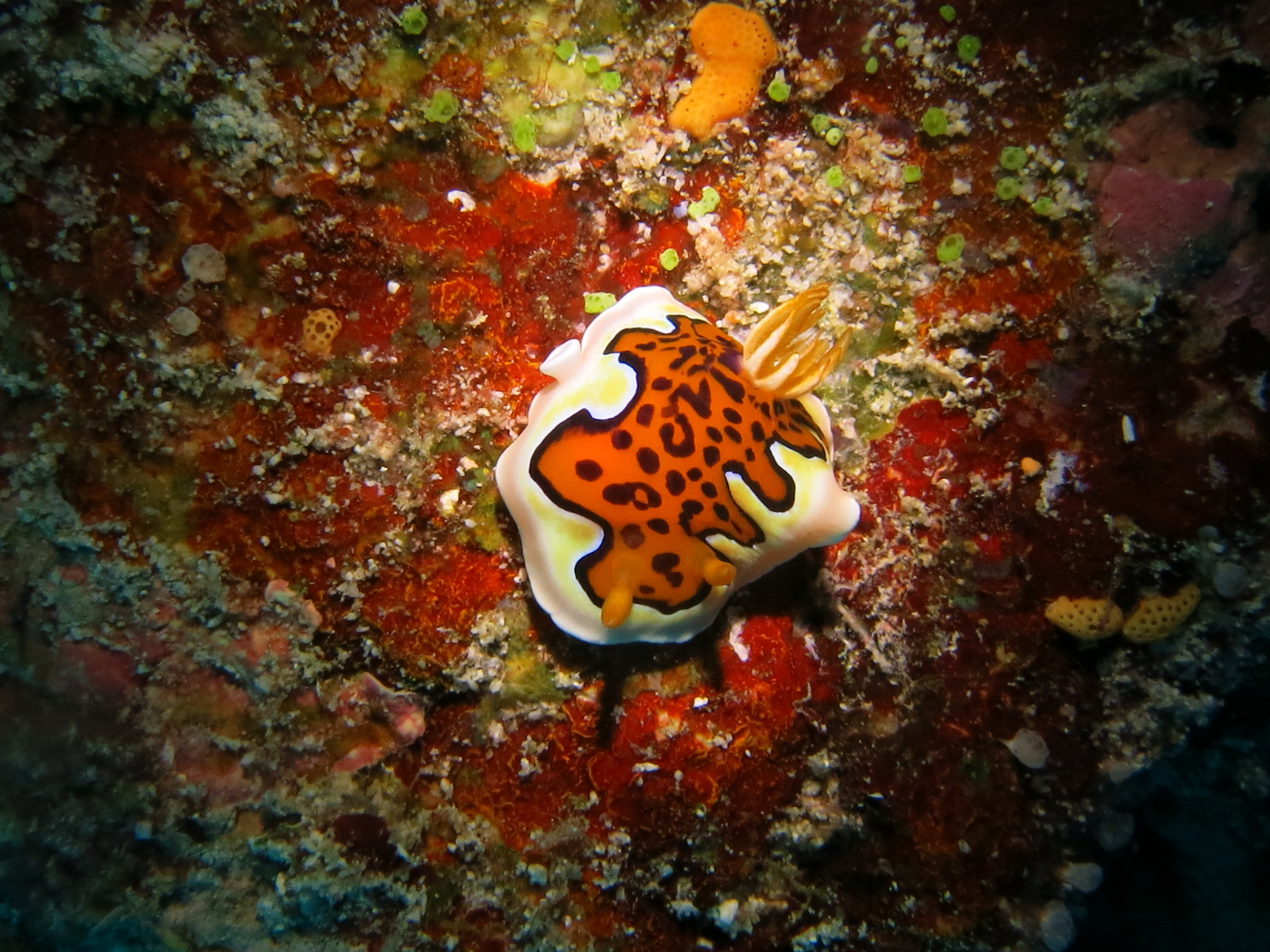
Goniobranchus gleniei
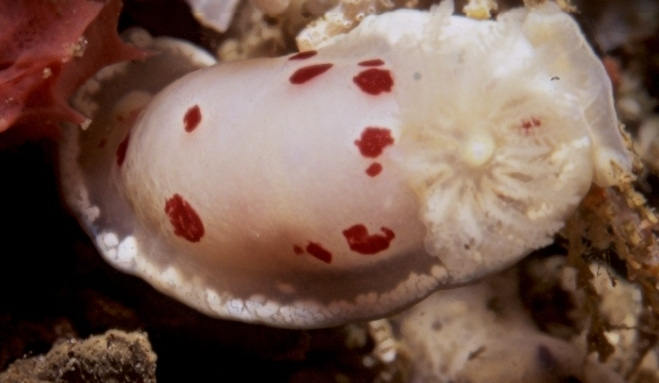
Goniobranchus heatherae
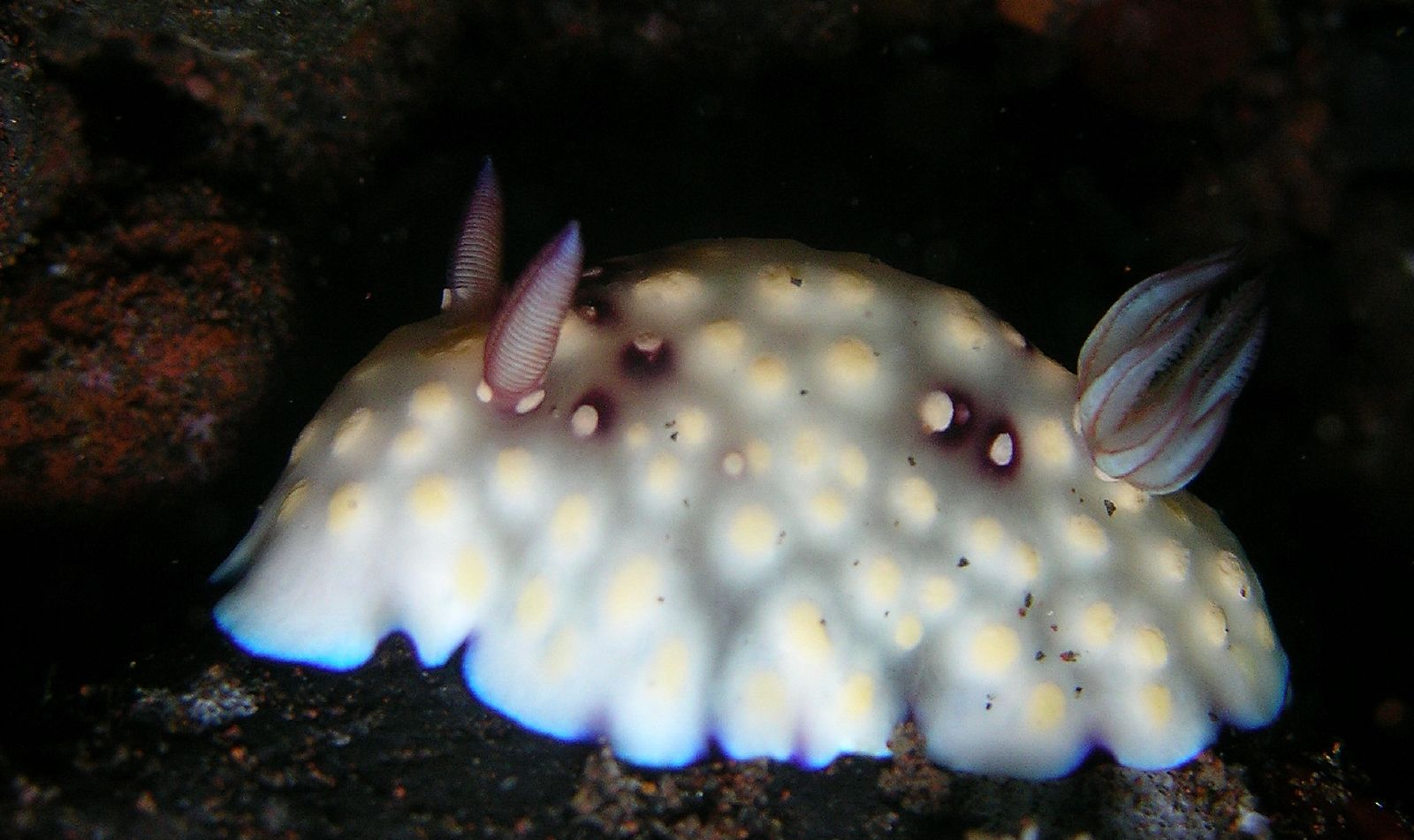
Goniobranchus hintuanensis
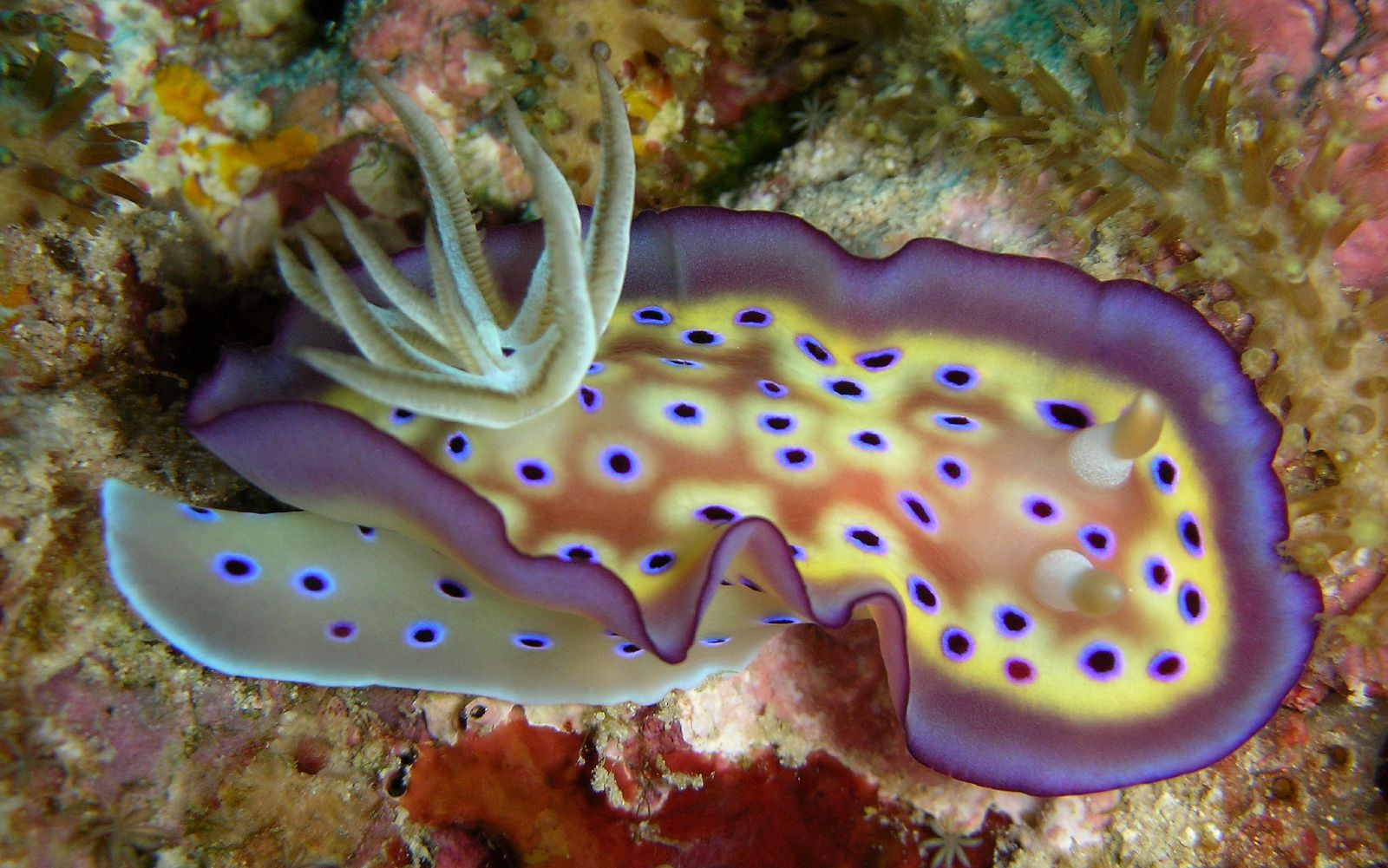
Goniobranchus kuniei
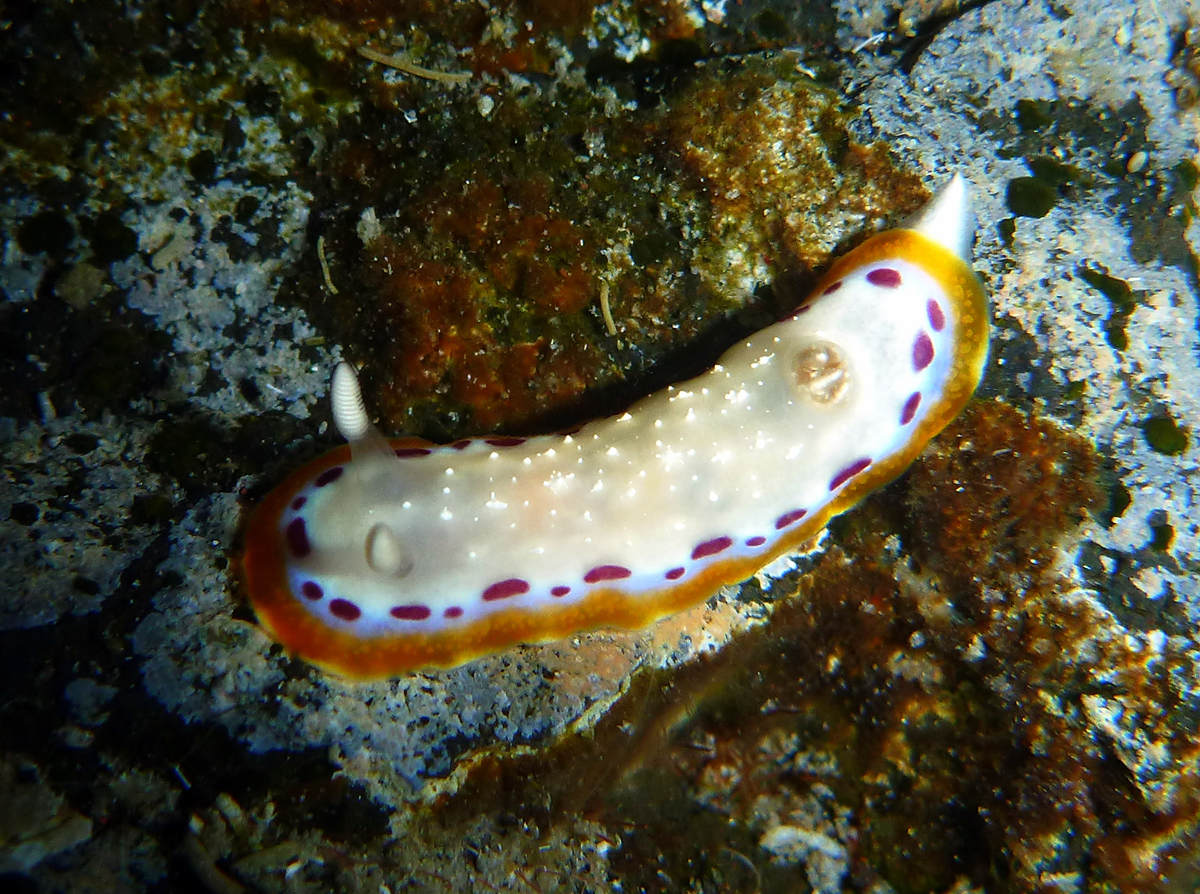
Goniobranchus lekker
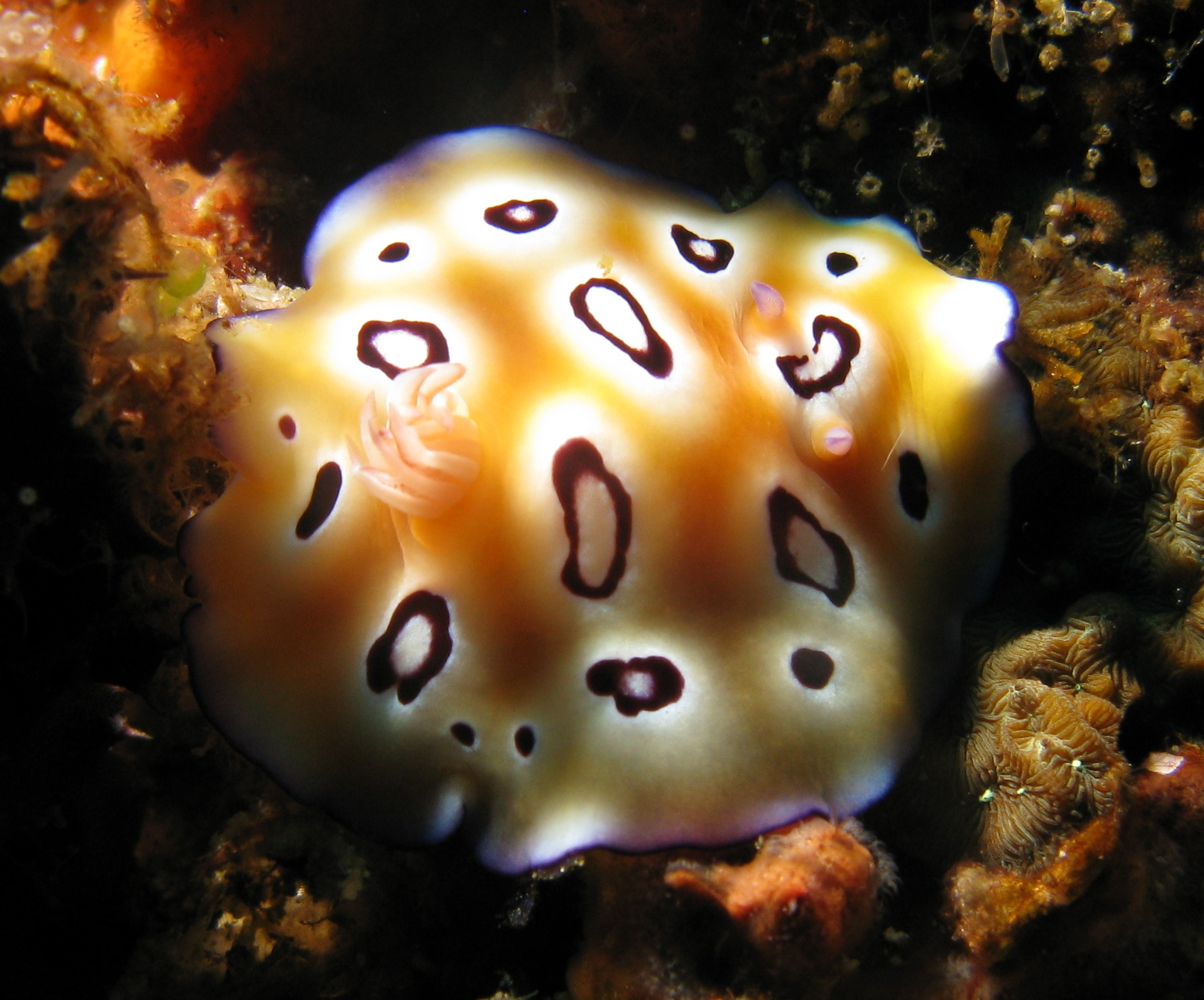
Goniobranchus leopardus
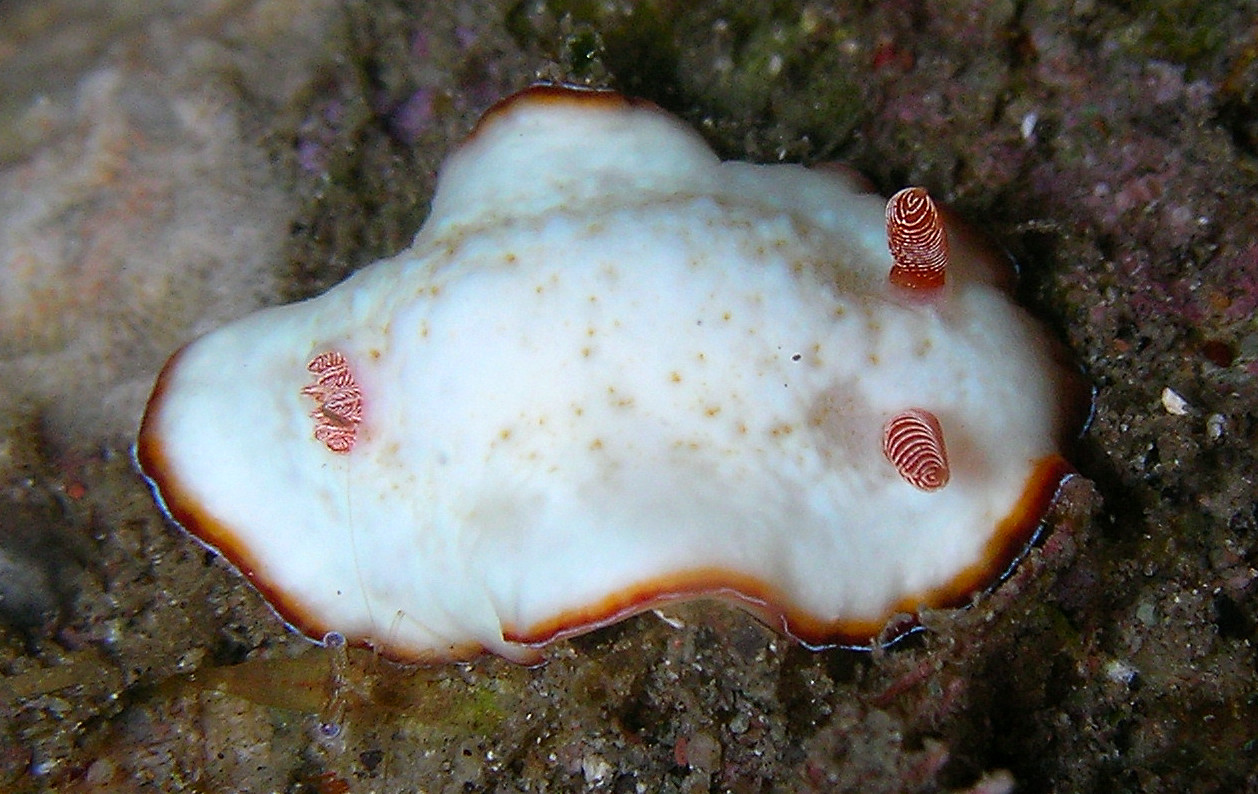
Goniobranchus preciosus
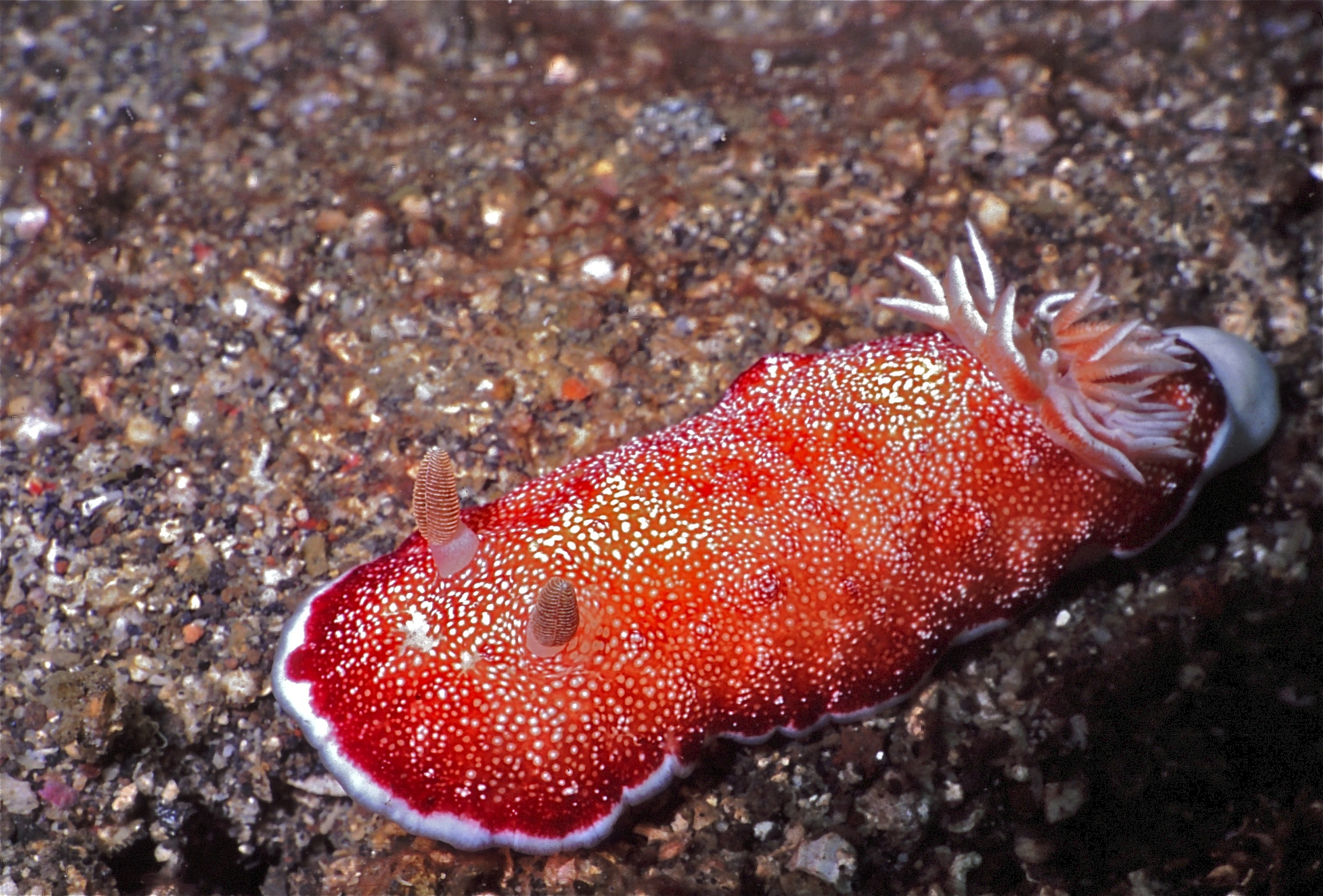
Goniobranchus reticulatus
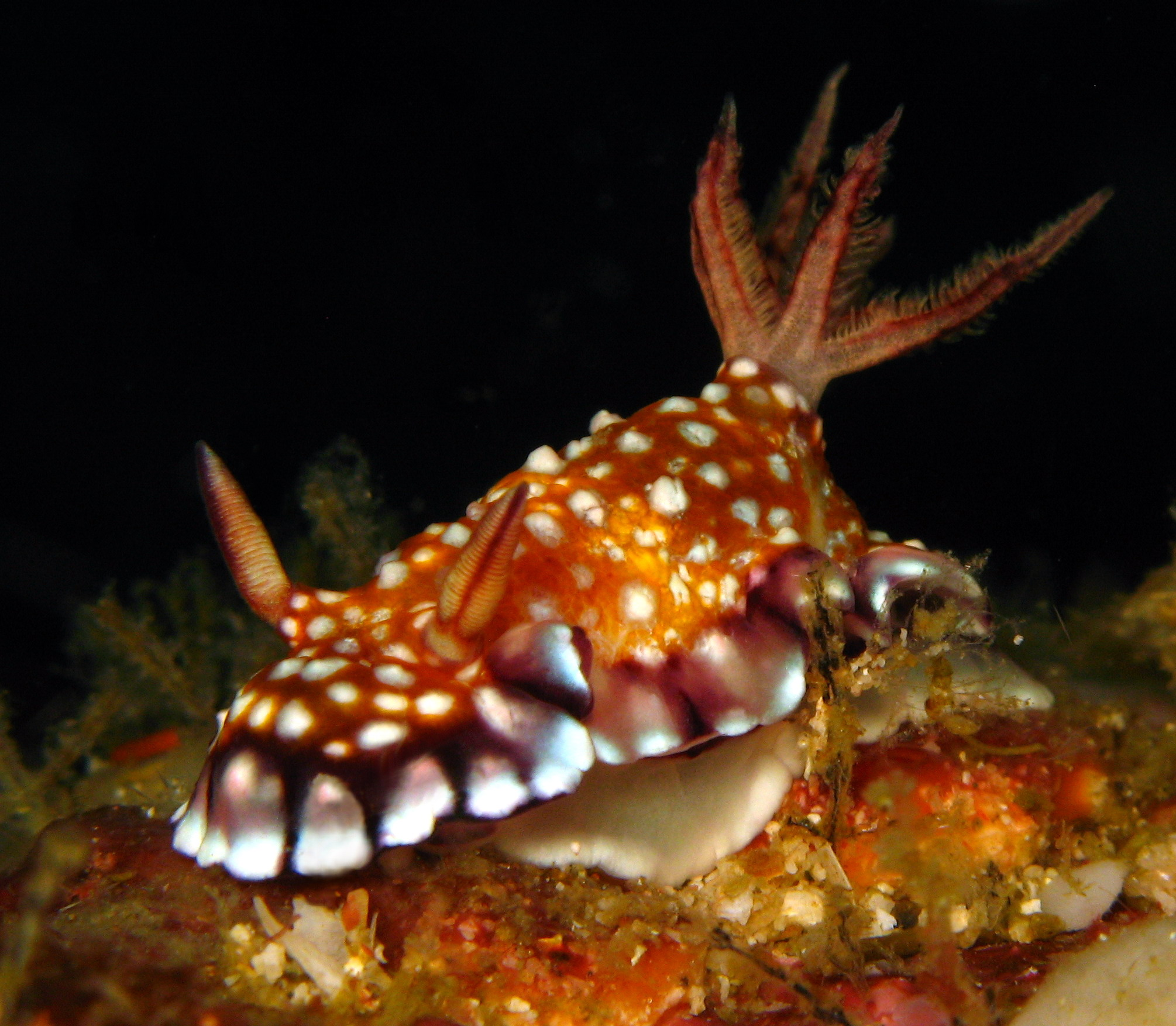
Goniobranchus roboi
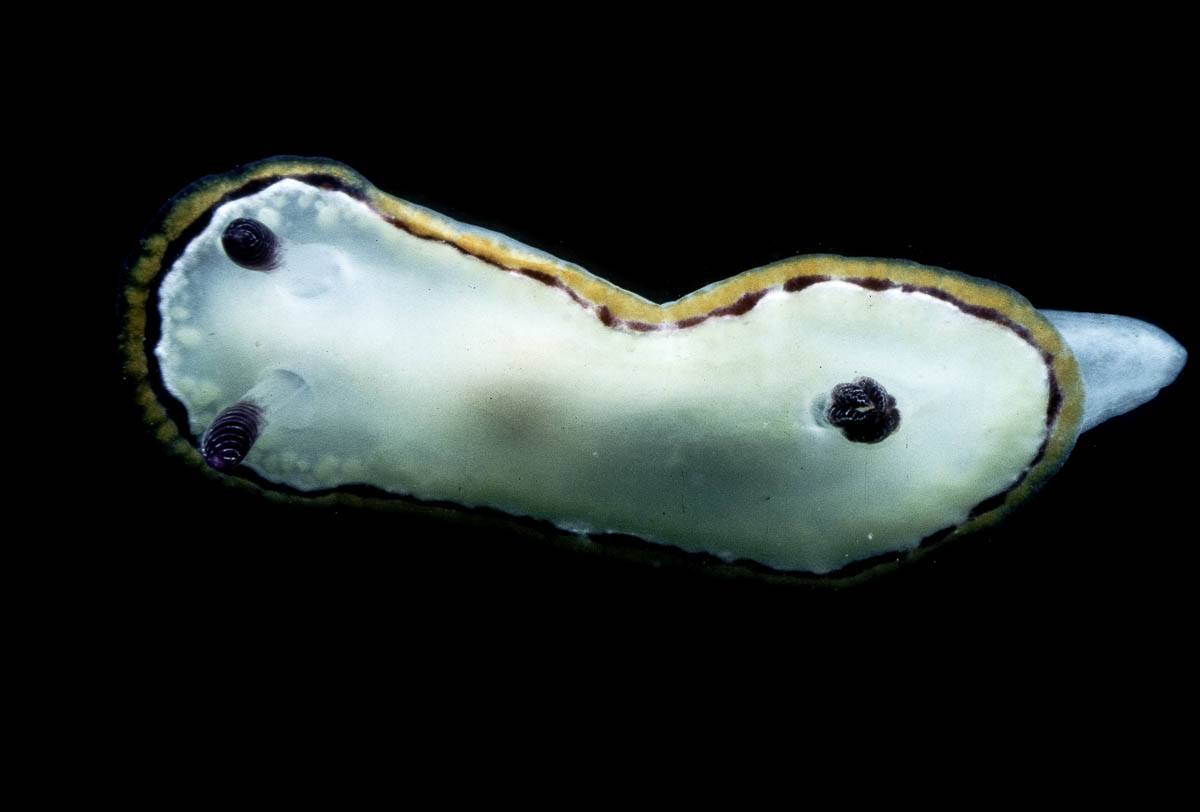
Goniobranchus rubrocornutus
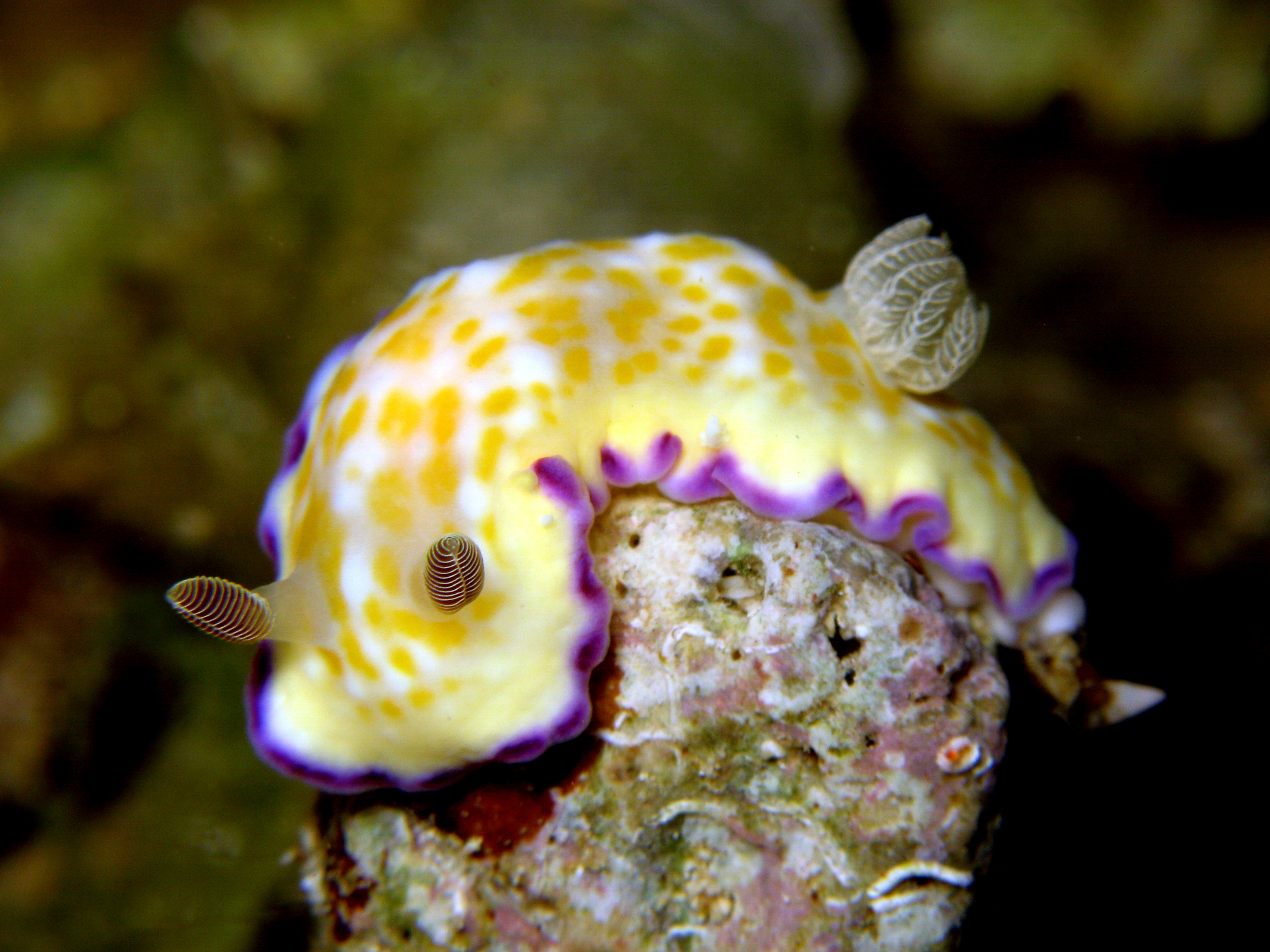
Goniobranchus rufomaculatus
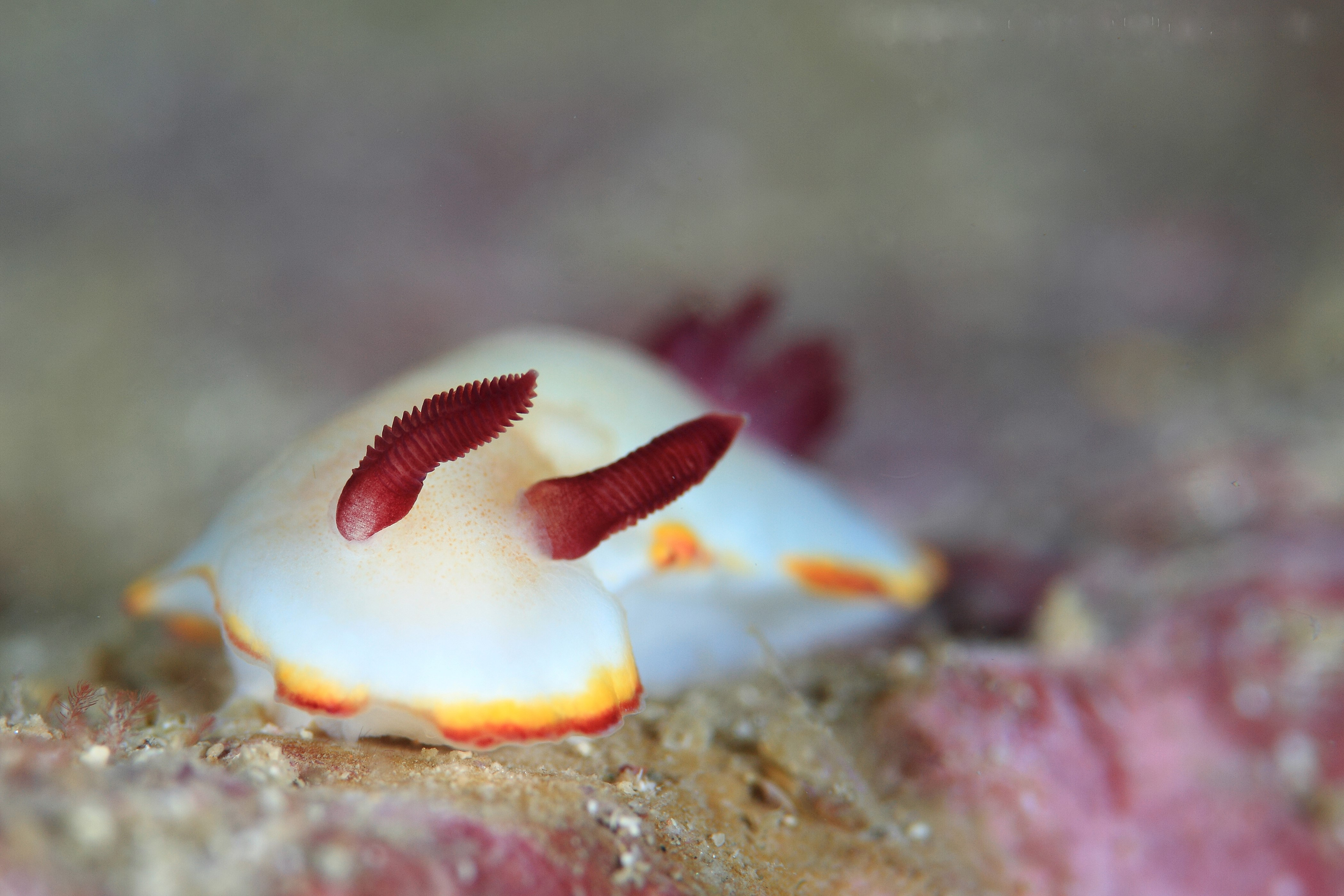
Goniobranchus sinensis
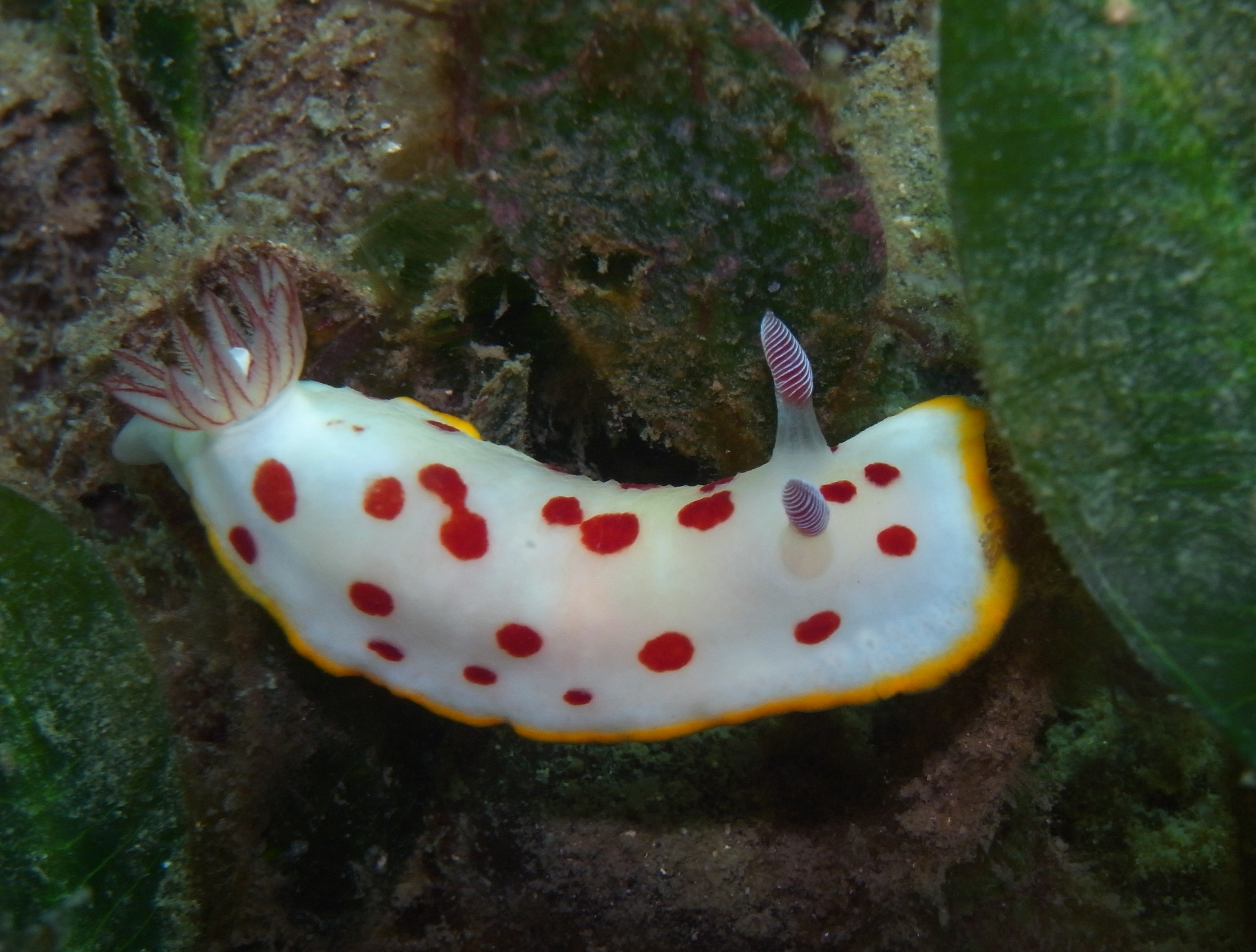
Goniobranchus splendidus
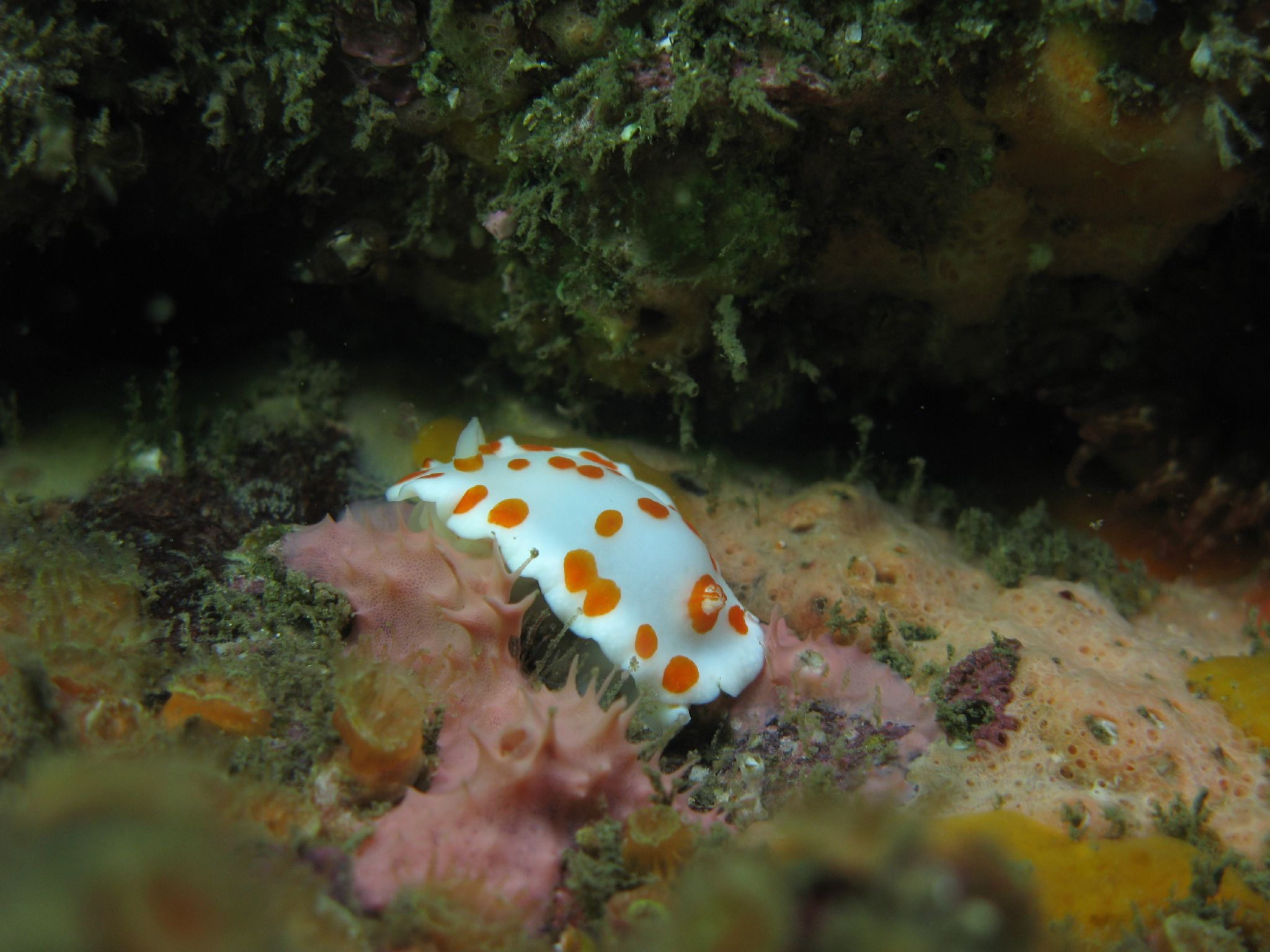
Goniobranchus tasmaniensis
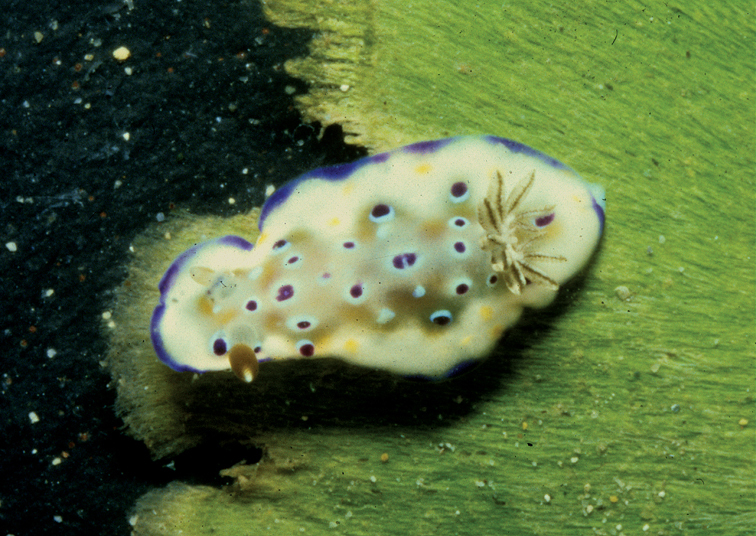
Goniobranchus tennentanus
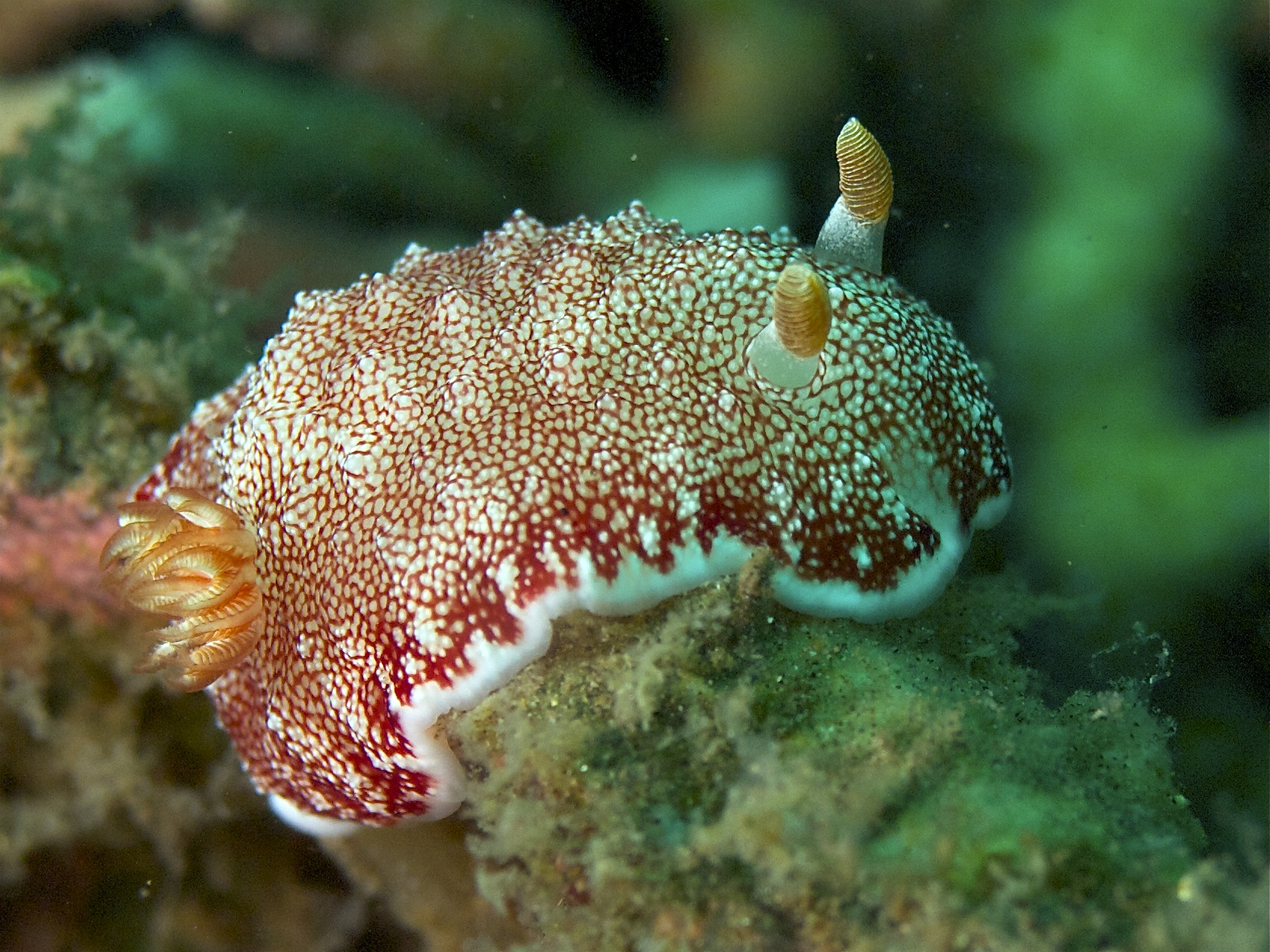
Goniobranchus tinctorius
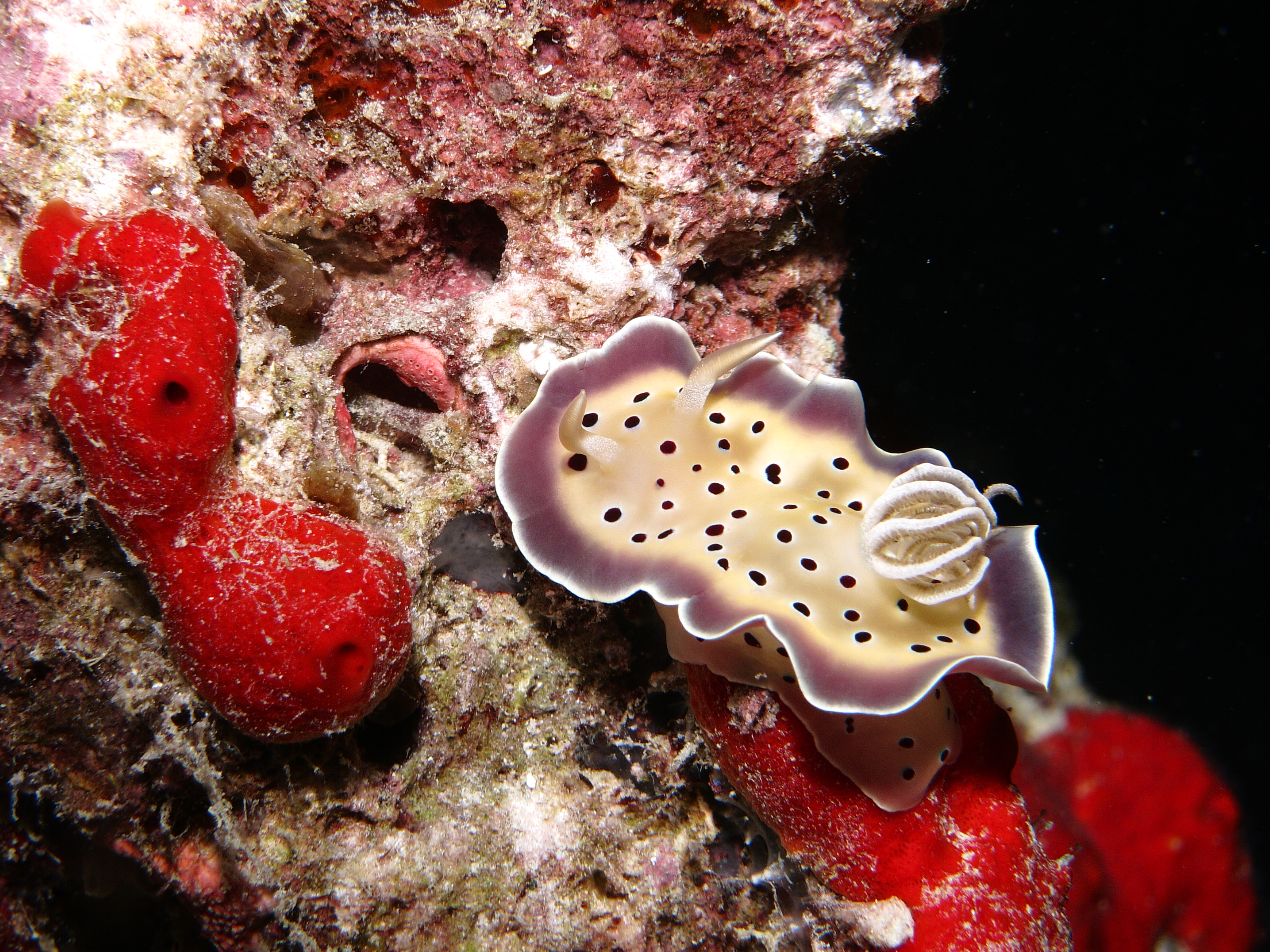
Goniobranchus tritos
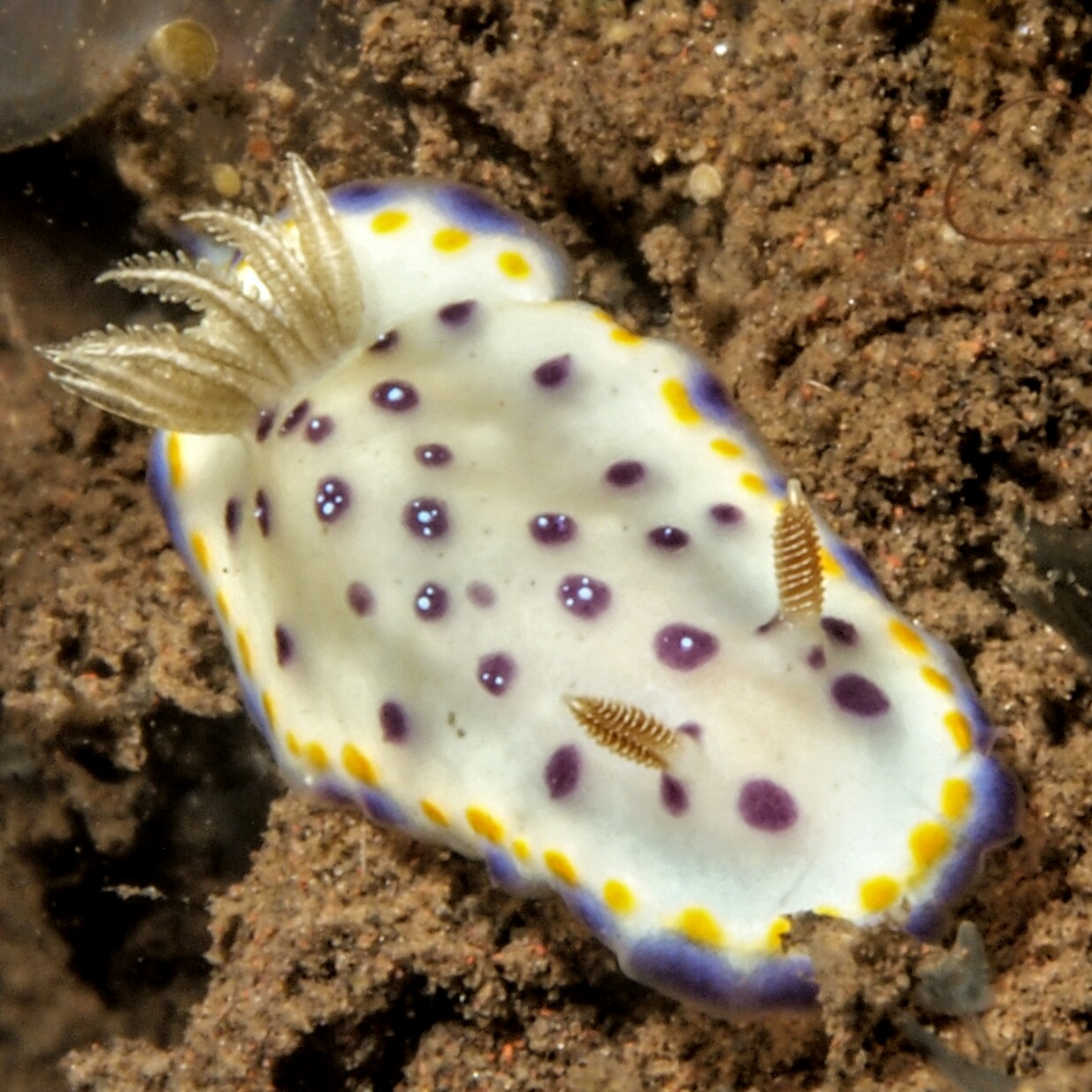
Goniobranchus tumuliferus
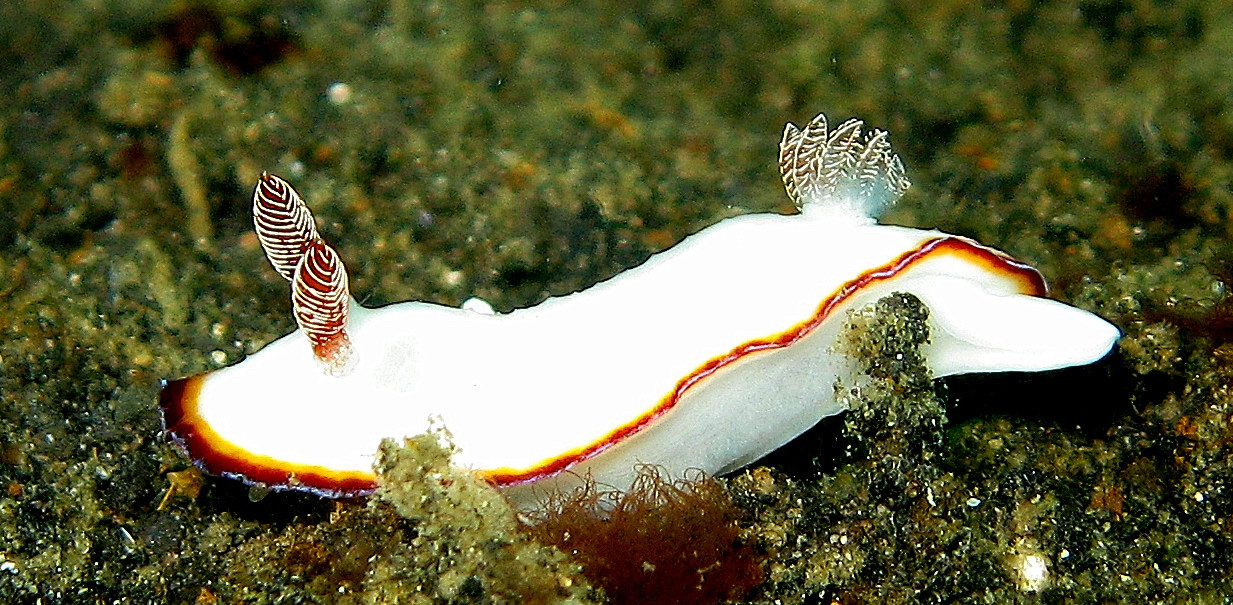
Goniobranchus verrieri
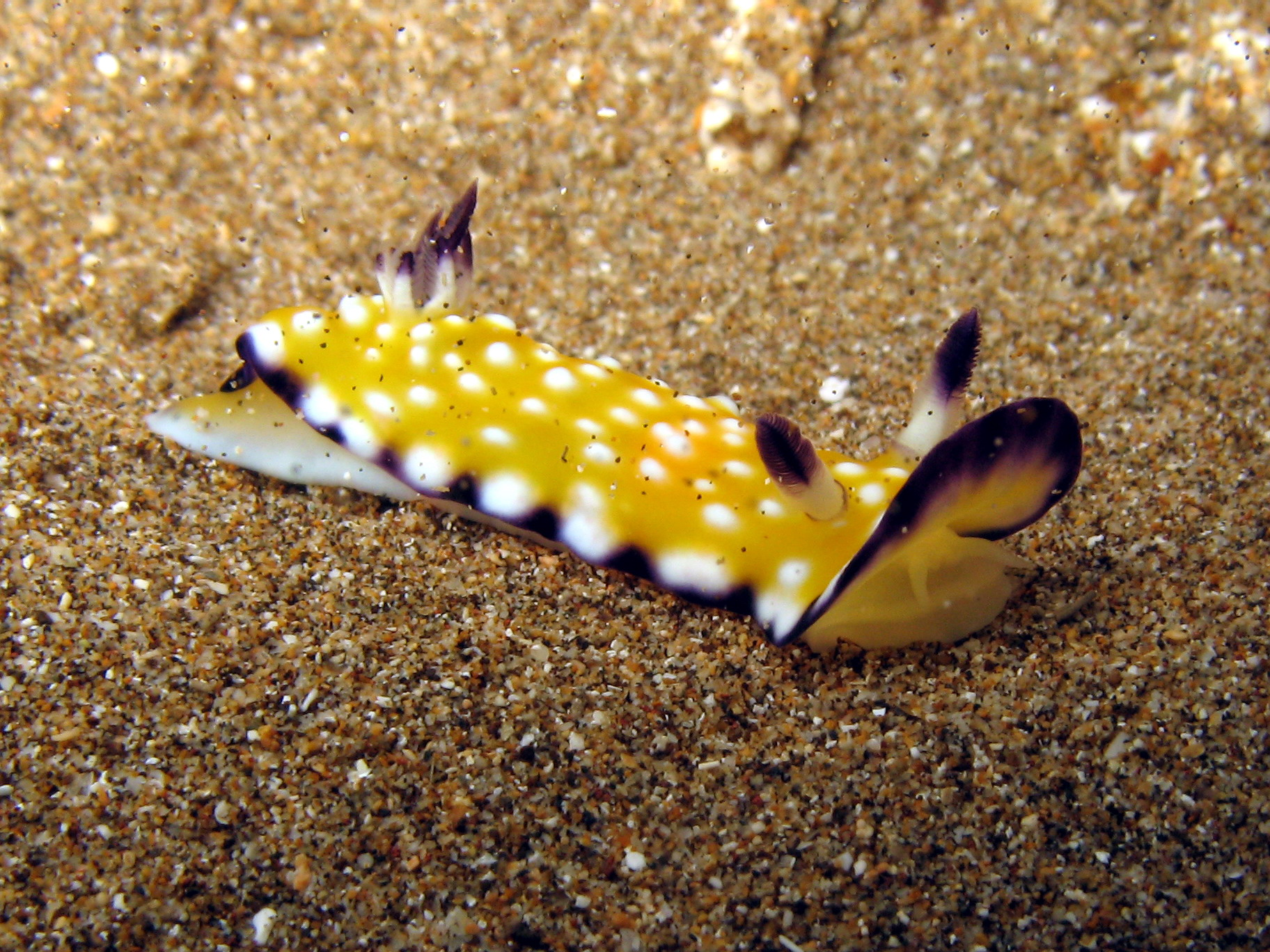
Goniobranchus vibratus